# Plouarzel
Plouarzel [pluaʁzɛl] est une commune du département du Finistère, dans la région Bretagne, en France.

## Géographie

### Situation
La pointe de Corsen située sur le territoire de la commune est le point le plus occidental de la France continentale (4° 47′ 47″ de longitude ouest, voir également la liste de points extrêmes de la France), situé à la limite entre la Manche et l'océan Atlantique, en bordure de la mer d'Iroise.

### Communes limitrophes
| Lampaul-Plouarzel | Aber-Ildut, Brélès | Lanrivoaré  |
| Chenal du Four    | Plouarzel          | Saint-Renan |
| Chenal du Four    | Ploumoguer         | Ploumoguer  |

### Les deux façades littorales
Plouarzel possède deux façades littorales, séparées l'une de l'autre par le territoire de la commune de Lampaul-Plouarzel. Celle du nord est limitée par la rive gauche de l'Aber-Ildut et de l'Anse de Milin an Aod ; celle du sud, qui donne directement sur l'Océan Atlantique et la Manche, va de l'Anse de Porspaul à l'Anse de Porsmoguer : pointes (du Rumeur, de Ruscumunoc, de Corsen (la principale) et de Porsmoguer alternent avec des anses peu prononcées mais abritant quand même des havres précaires (Porz Kaolenn, Porz Tévigné) à l'exception des deux anses situées l'une à la limite nord (Anse de Porspaul), l'autre à la limite sud (Anse de Porsmoguer) de la commune, qui sont beaucoup plus prononcées et abritent des plages. La côte est pour l'essentiel rocheuse, limitée par des falaises d'une trentaine de mètres d'altitude, voire par endroits un peu plus ; le plateau continental est parsemé de quelques écueils (Gwaltag, Mouzou et quelques autres) et l'Île Ségal est accessible à pied à marée basse.
Le phare de Trézien, construit à un bon kilomètre du rivage, se trouve à la Pointe de Corsen et a 182 marches ; son feu est aligné sur le feu de Kermorvan et permet ainsi aux marins de franchir le chenal du Four sans encombre. Le CROSS Corsen, chargé principalement de surveiller le trafic maritime dans le rail d'Ouessant et de coordonner le sauvetage en mer entre le Mont-Saint-Michel et la pointe de Penmarch, y est installé.

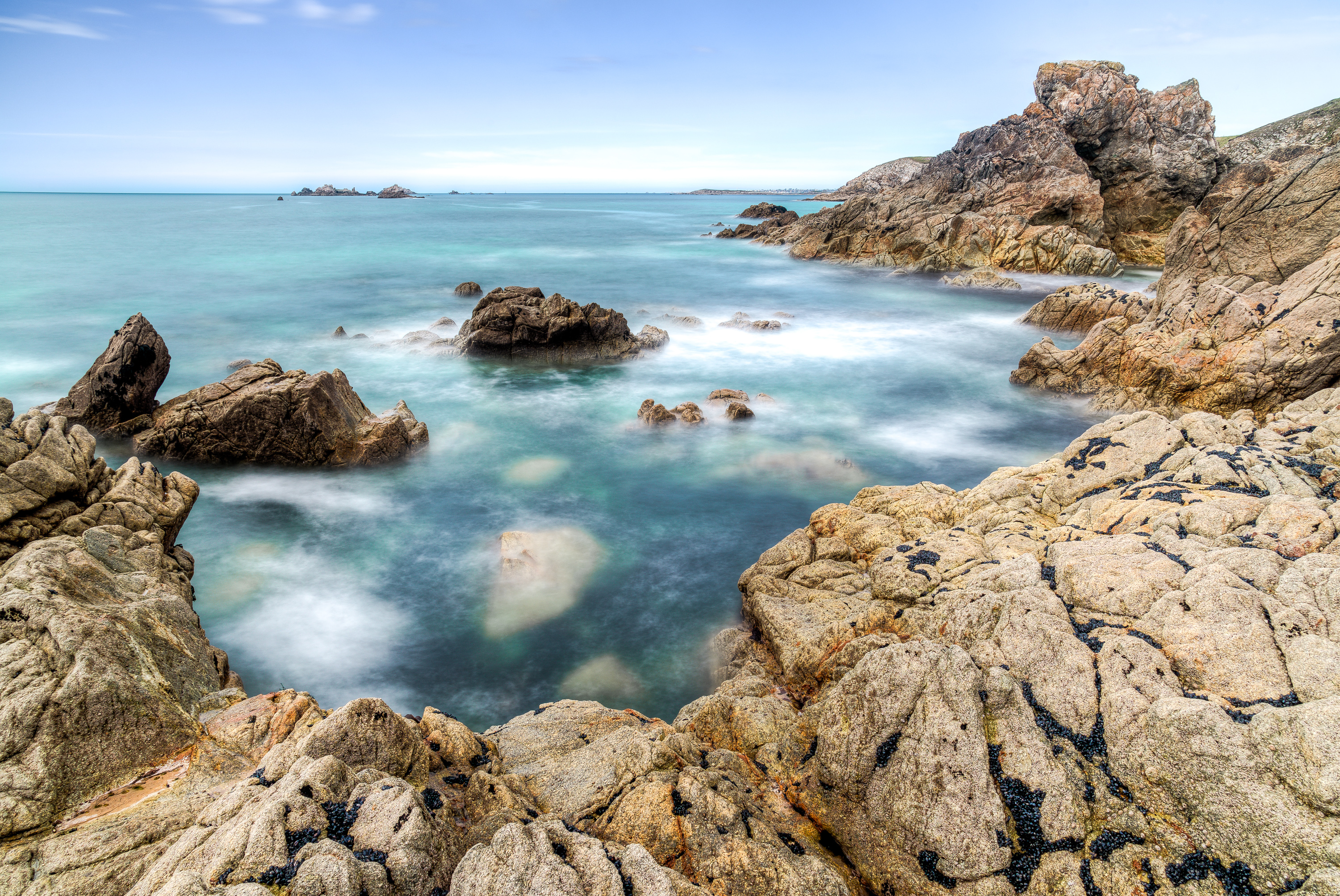
La Pointe de Corsen.
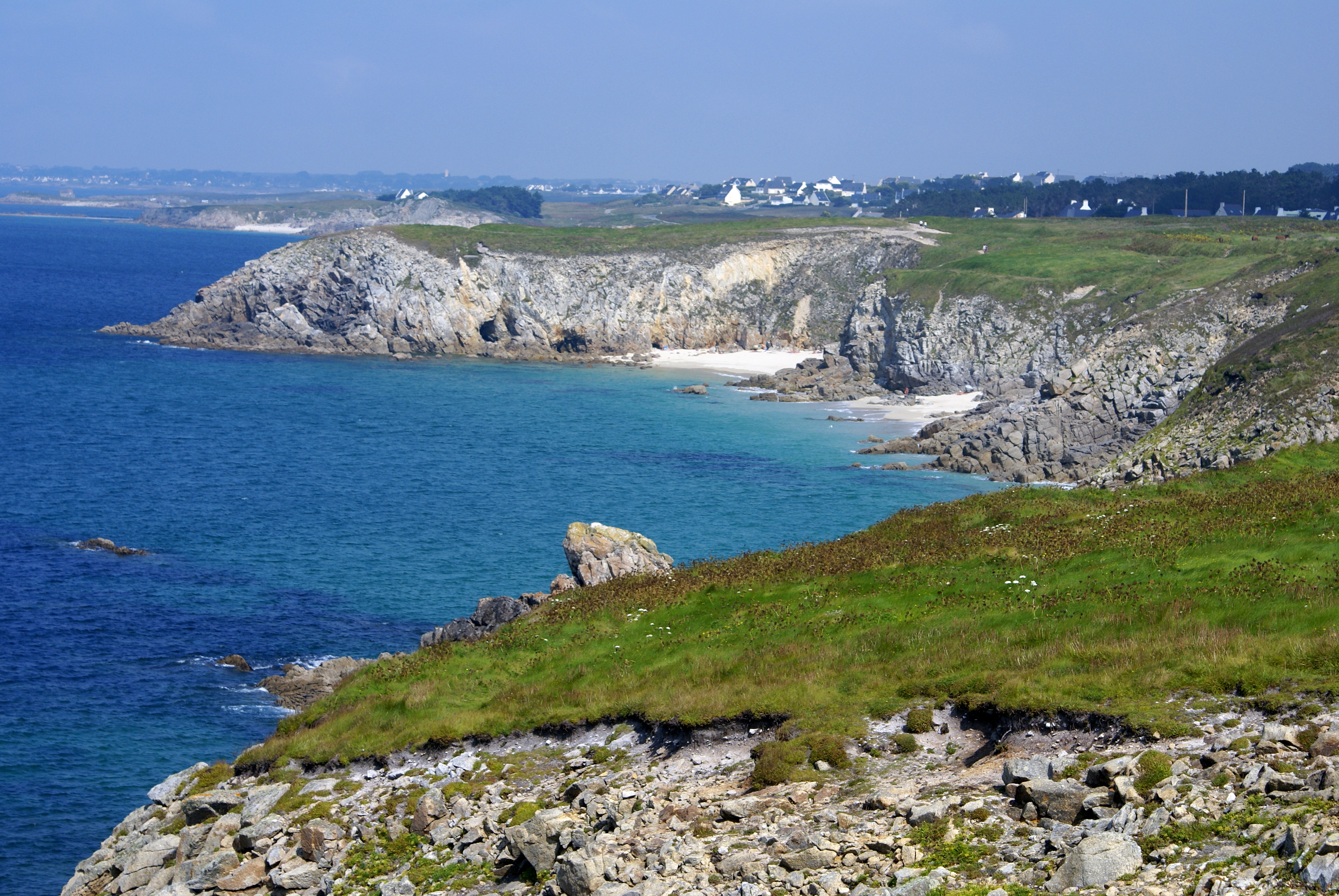
Vue de la côte vers le nord depuis la Pointe de Corsen.
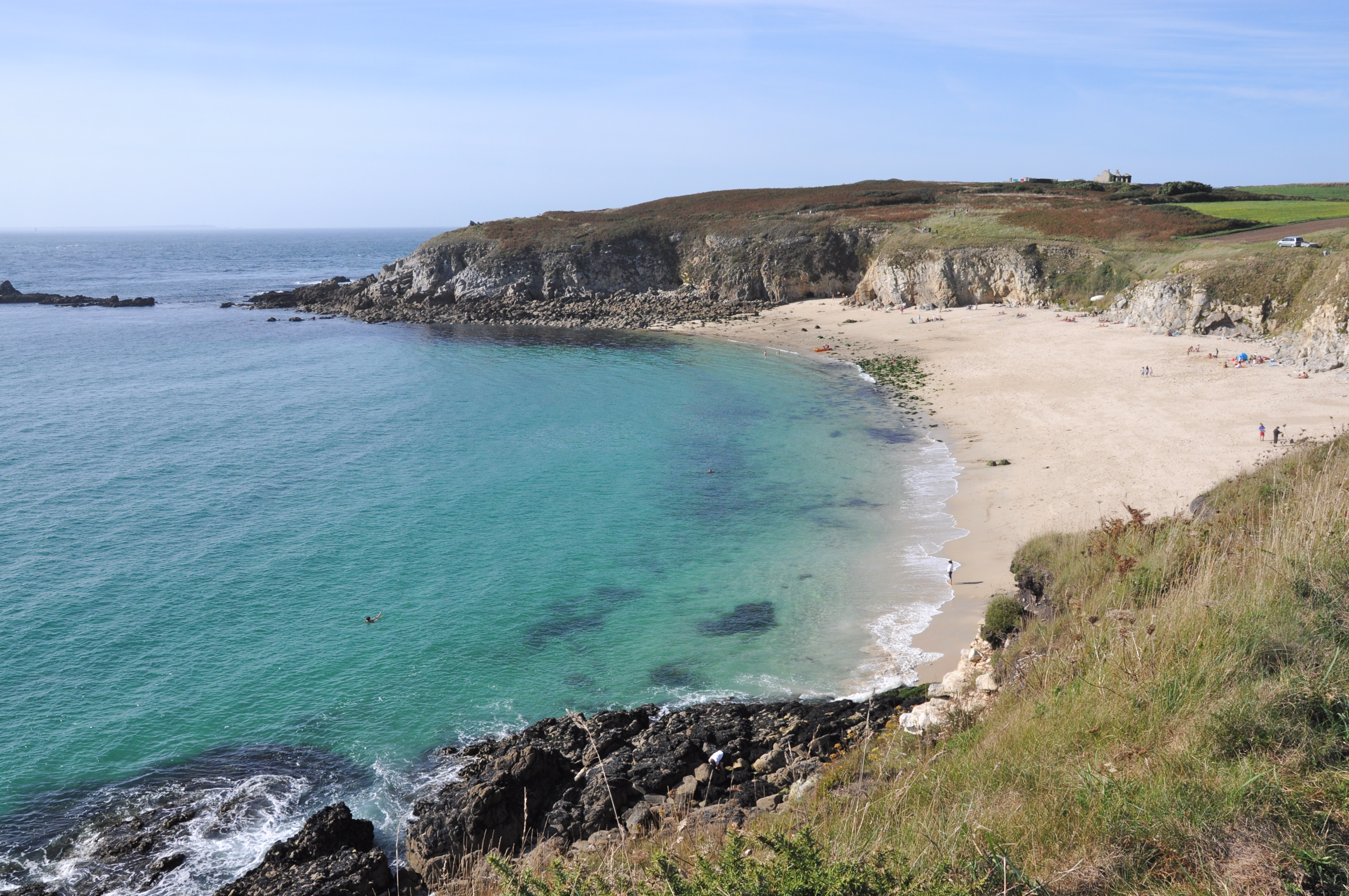
La plage de Corsen.
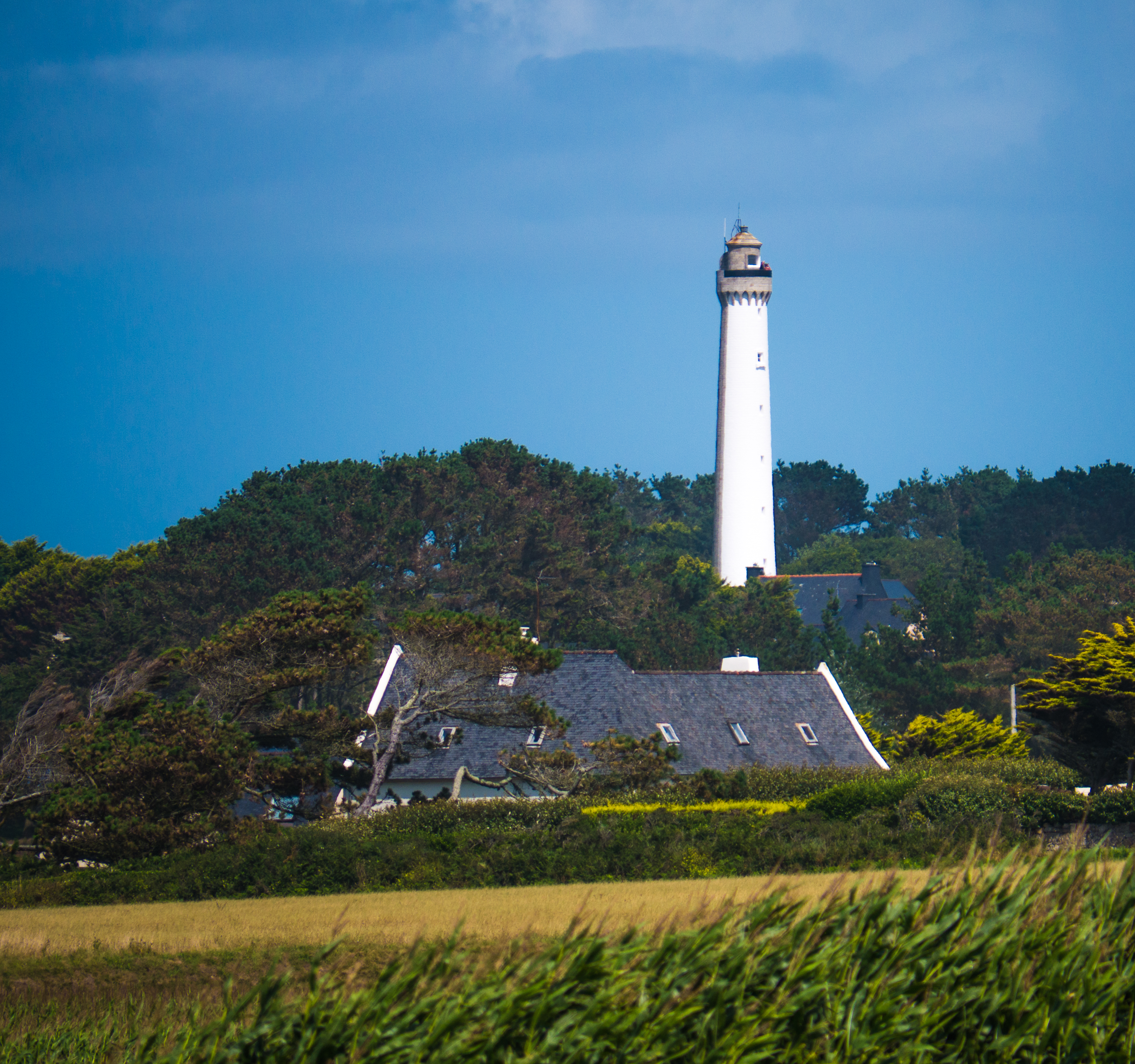
Le phare de Trézien vu de la Pointe de Corsen.
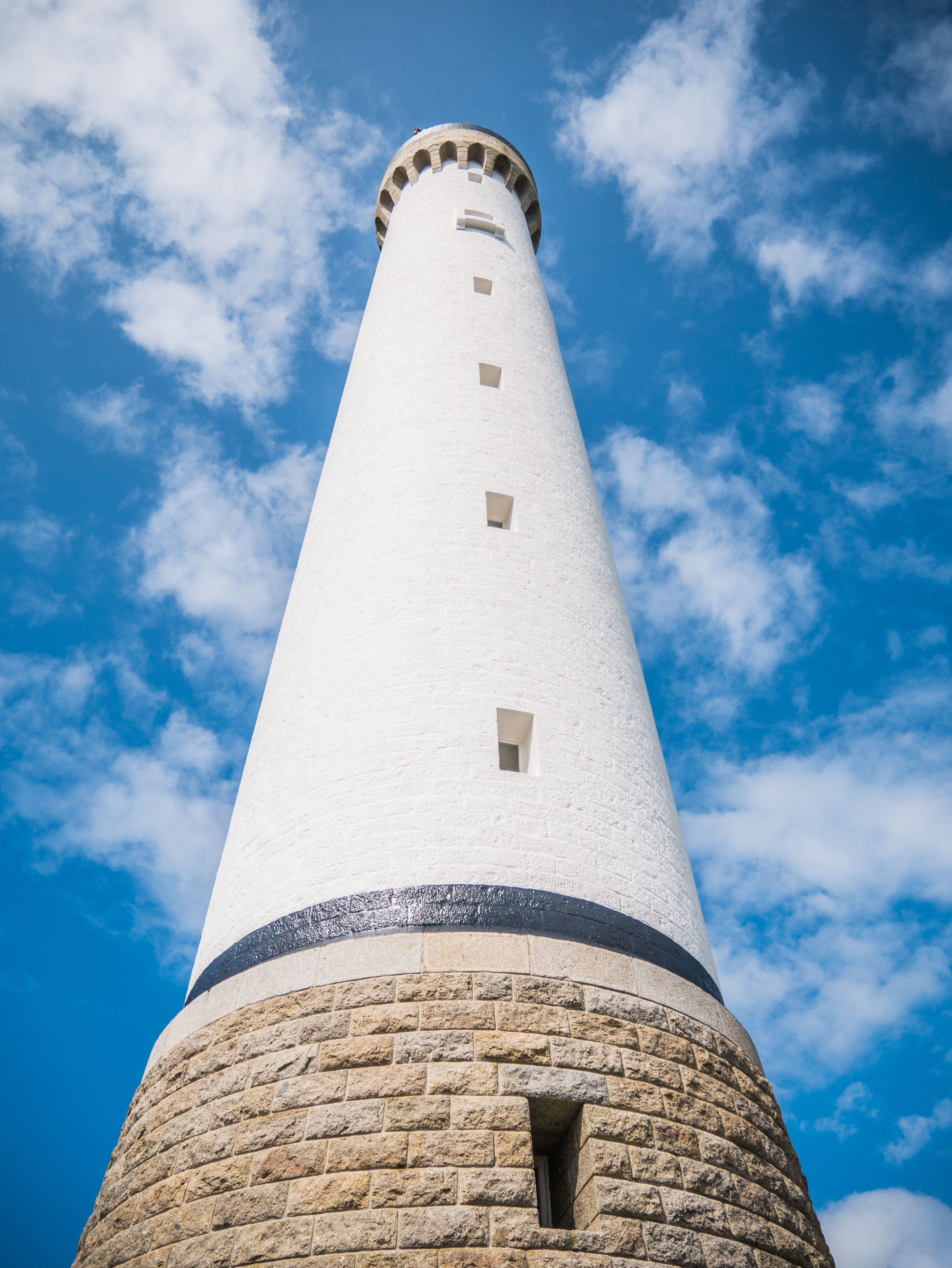
Le phare de Trézien.
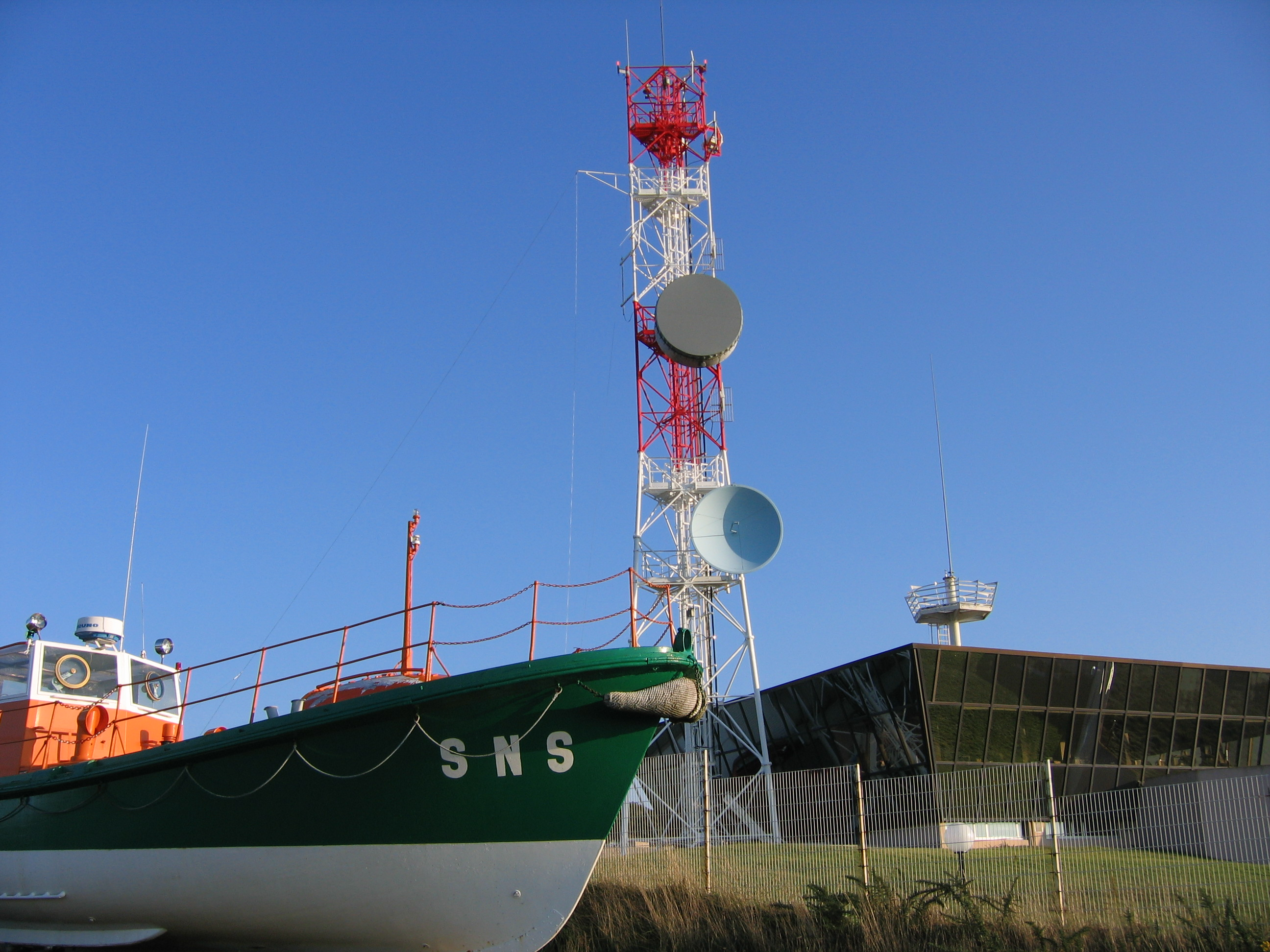
Le CROSS Corsen.

### Relief

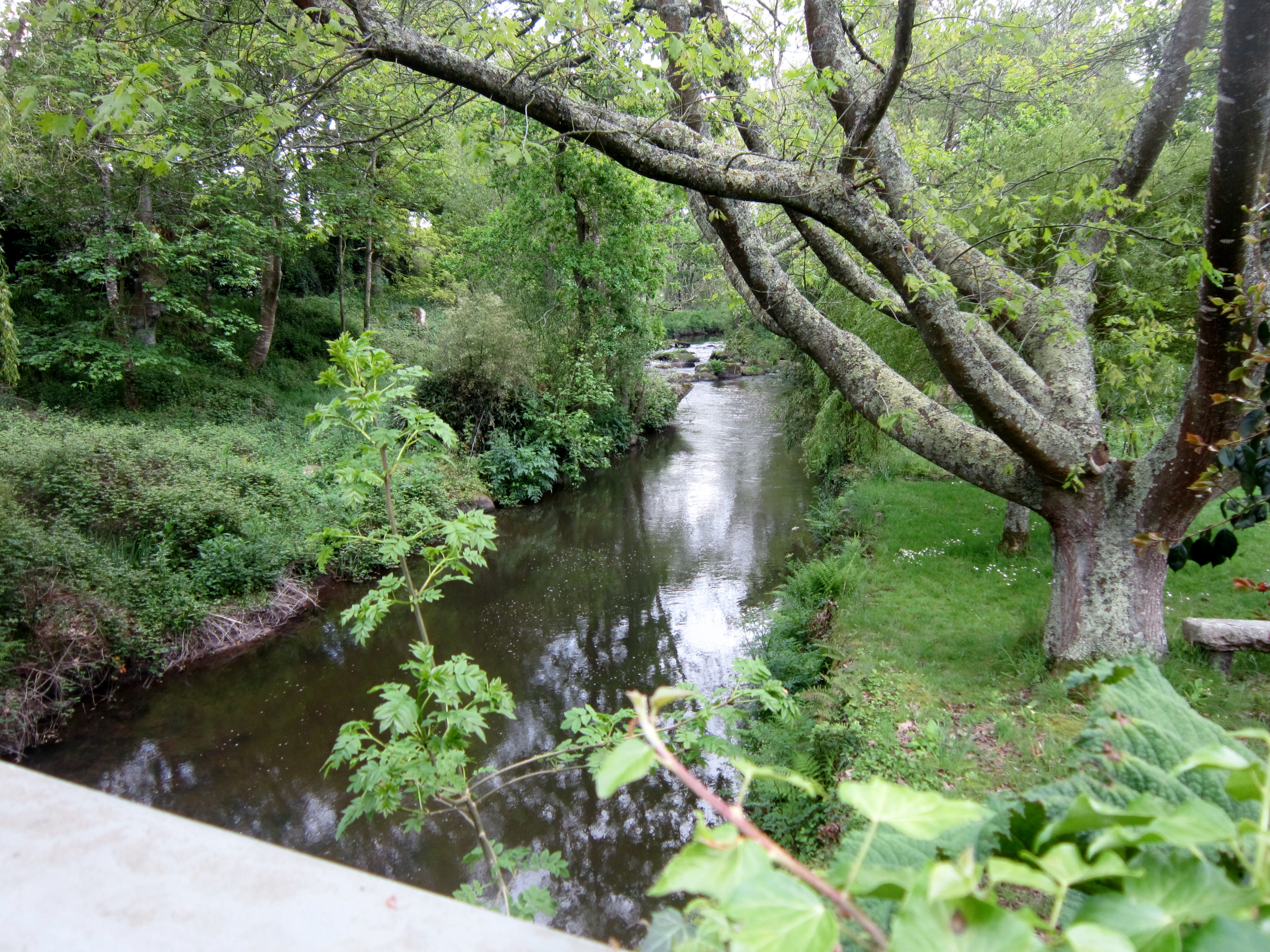
L'Aber Ildut (partie fluviale) à Saint-Éloi en Plouarzel.

Les altitudes vont de 133 mètres (altitude du menhir de Kerloas situé au point le plus élevé de la commune dans la partie sud-est du finage communal au niveau de la mer ; le bourg est vers 75 mètres d'altitude.
L'Aber-Ildut limite au nord la commune : la partie fluviale de ce fleuve côtier sépare Plouarzel de Saint-Renan pour sa partie amont (deux lacs, ceux de Poulinoc et de Lannéon, sont à cheval sur ces deux communes et correspondent à des vestiges de l'exploitation des sables alluvionnaires contenant de la cassitérite par la COMIREN entre 1960 et 1975), de Brélès pour sa partie médiane ; la partie maritime, qui forme un aber, sépare Plouarzel de Lanildut. Deux autres minuscules fleuves côtiers, de simples ruisseaux en fait, naissent sur le territoire communal et se jettent l'un dans l'anse de Porspaul (séparant un temps Plouarzel de Lamapul-Plouarzel), l'autre dans l'anse de Porsmoguer, séparant Plouarzel de Ploumoguer.

### Géologie

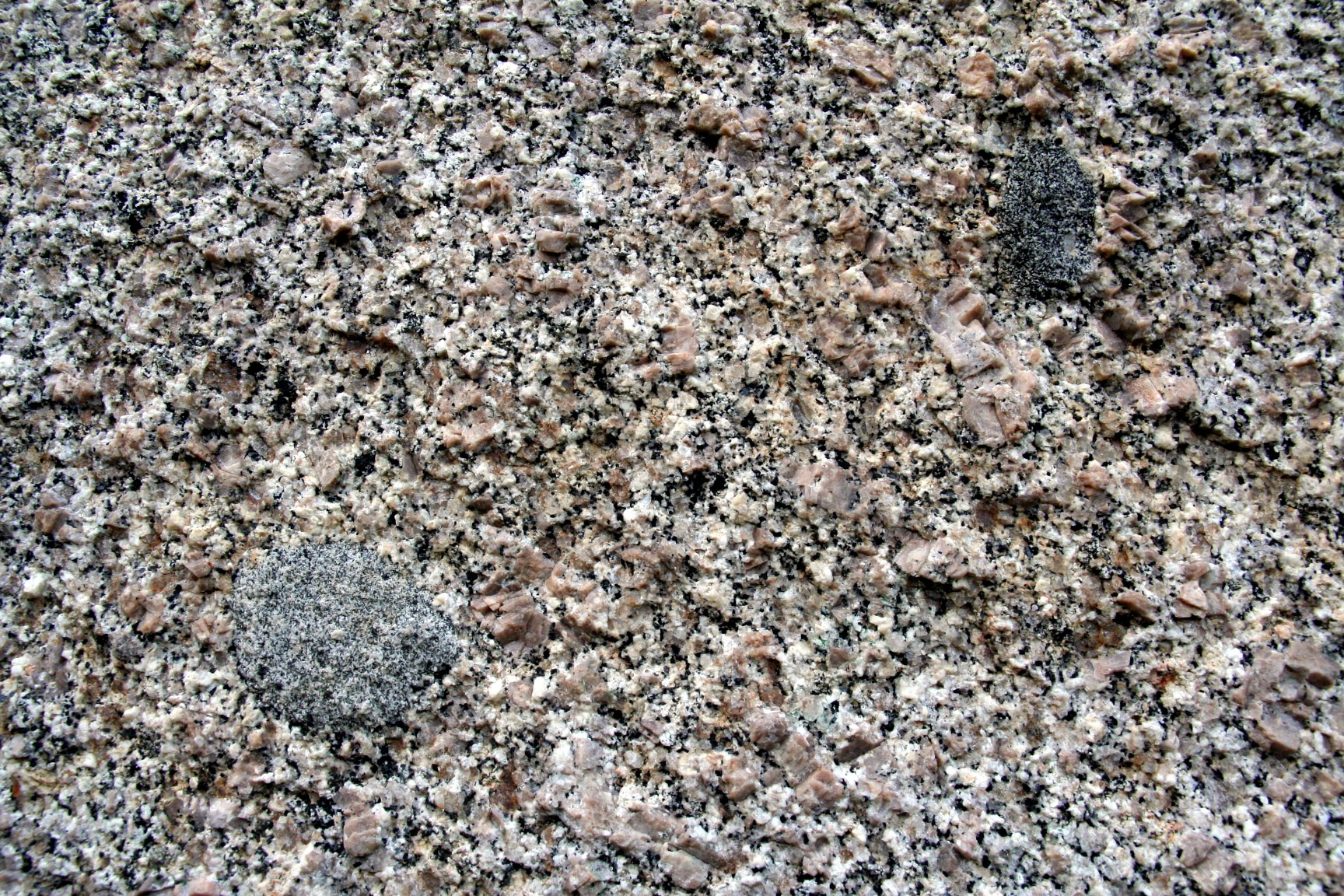
Le granite de l'Aber Ildut (vue rapprochée).

Le granite porphyroïde rose (un granite à gros feldspaths roses) de l'Aber-Ildut, dit "granite de Laber" provient d'un pluton et affleure de l'Île Ségal au sud jusqu'à Porspoder au nord et jusqu'à Plouguin au nord-est ; ces gros feldspaths roses sont très résistants à l'altération et apparaissent souvent en relief, ce qui a contribué à leur intérêt monumental ; ce massif de granite rose est parcouru par tout un réseau de diaclases, ce qui a facilité l'exploitation de la roche (des monolithes en ont été extraits dès la Préhistoire pour obtenir des menhirs ; dès 1809, Pierre Bigot de Morogues écrit : « Ce superbe granite est d'une grande dureté et susceptible du plus beau poli ; on le trouve sur le bord de la mer en très gros blocs détachés, ce qui permet de l'exploiter plus facilement ».) C'est ce granite qui a été exploité aussi à Plouarzel, notamment sur la rive gauche de l'Aber Ildut,.
Des gisements de sables alluvionnaires contenant de la cassitérite (minerai d'étain) ont été décrits à Saint-Renan, Plouarzel et Bourg-Blanc. Ils furent exploités par la COMIREN à partir de 1960.

### Hydrographie
Pour un article plus général, voir Réseau hydrographique du Finistère.
La commune est située dans le bassin Loire-Bretagne. Elle est drainée par l'aber Ildut et divers autres petits cours d'eau,.
L'Aber-Ildut, d'une longueur de 24 km, prend sa source dans la commune de Plouzané et se jette  dans la mer d'Iroise sur la commune et de Lanildut, après avoir traversé six communes.  Les caractéristiques hydrologiques de l'Aber Ildut sont données par la station hydrologique située sur la commune de Brélès. Le débit moyen mensuel est de 1,51 m3/s. Le débit moyen journalier maximum est de 16,8 m3/s, atteint lors de la crue du 8 février 2014. Le débit instantané maximal est quant à lui de 19,6 m3/s, atteint le 7 février 2014.

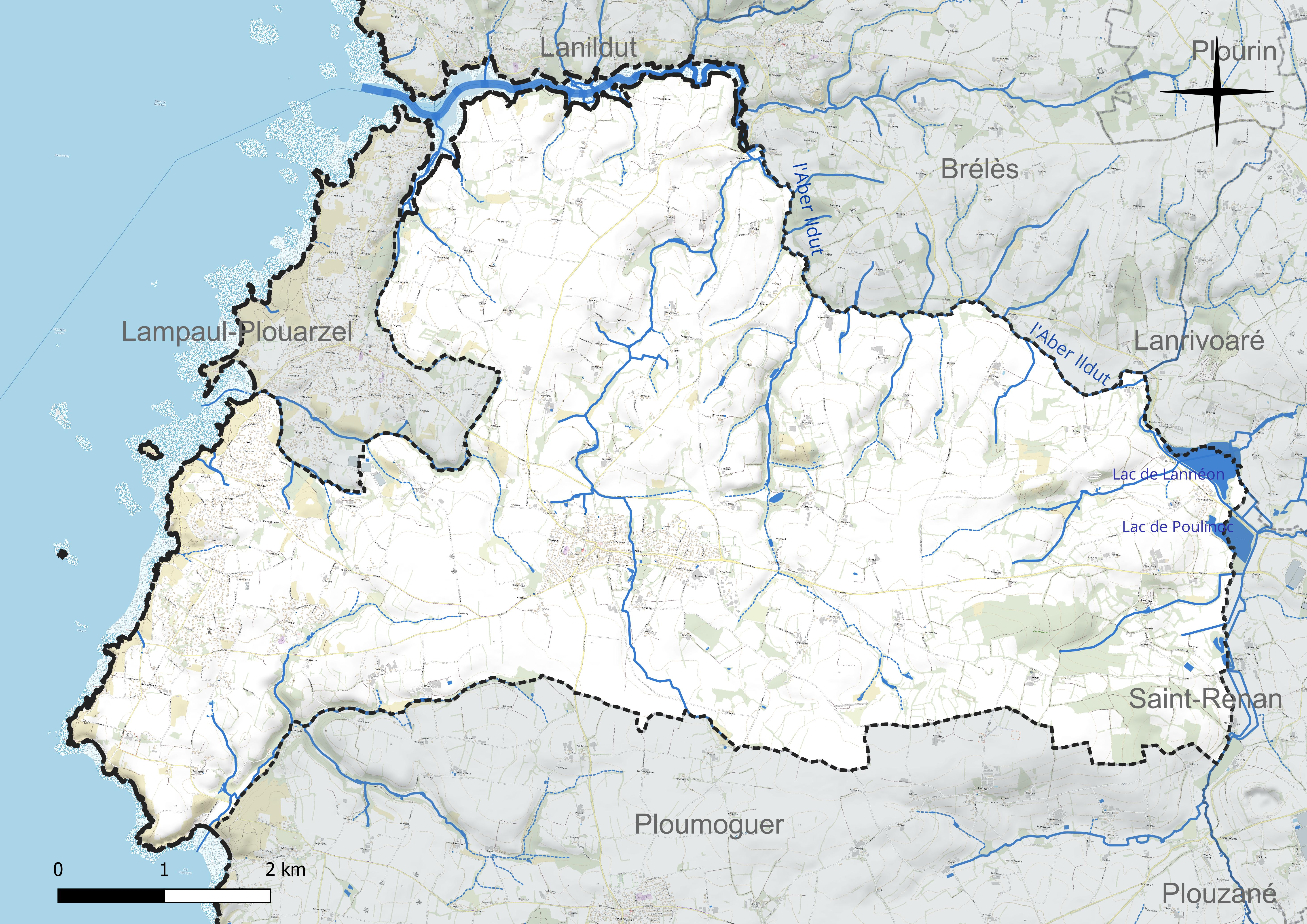
Réseau hydrographique de Plouarzel.

Deux plans d'eau complètent le réseau hydrographique : le lac de Lannéon, d'une superficie totale de 18,2 ha (13,2 ha sur la commune) et le lac de Poulinoc, d'une superficie totale de 9,7 ha (2,5 ha sur la commune),.

### Climat
Pour des articles plus généraux, voir Climat de la Bretagne et Climat du Finistère.
En 2010, le climat de la commune est de type climat océanique franc, selon une étude du CNRS s'appuyant sur une série de données couvrant la période 1971-2000. En 2020, Météo-France publie une typologie des climats de la France métropolitaine dans laquelle la commune est exposée à un climat océanique et est dans la région climatique  Finistère nord, caractérisée par une pluviométrie élevée, des températures douces en hiver (6 °C), fraîches en été et des vents forts. Parallèlement l'observatoire de l'environnement en Bretagne publie en 2020 un zonage climatique de la région Bretagne, s'appuyant sur des données de Météo-France de 2009. La commune est, selon ce zonage, dans la zone « Littoral », exposée à un climat venté, avec des étés frais mais doux en hiver et des pluies moyennes.  
Pour la période 1971-2000, la température annuelle moyenne est de 11,5 °C, avec  une amplitude thermique annuelle de 9,5 °C. Le cumul annuel moyen de précipitations est de 964 mm, avec 16,3 jours de précipitations en janvier et 7,5 jours en juillet. Pour la période 1991-2020, la température moyenne annuelle observée sur la station météorologique la plus proche, située sur la commune de Ploudalmézeau à 13 km à vol d'oiseau, est de 12,1 °C et le cumul annuel moyen de précipitations est de 997,1 mm,. Pour l'avenir, les paramètres climatiques de la commune estimés pour 2050 selon différents scénarios d'émission de gaz à effet de serre sont consultables sur un site dédié publié par Météo-France en novembre 2022.

## Urbanisme

### Typologie
Au 1er janvier 2024, Plouarzel est catégorisée bourg rural, selon la nouvelle grille communale de densité à 7 niveaux définie par l'Insee en 2022.
Elle est située hors unité urbaine. Par ailleurs la commune fait partie de l'aire d'attraction de Brest, dont elle est une commune de la couronne,. Cette aire, qui regroupe 68 communes, est catégorisée dans les aires de 200 000 à moins de 700 000 habitants,.
La commune, bordée par la mer d'Iroise, est également une commune littorale au sens de la loi du 3 janvier 1986, dite loi littoral. Des dispositions spécifiques d'urbanisme s'y appliquent dès lors afin de préserver les espaces naturels, les sites, les paysages et l'équilibre écologique du littoral, tel le principe d'inconstructibilité, en dehors des espaces urbanisés, sur la bande littorale des 100 mètres, ou plus si le plan local d'urbanisme le prévoit.

### Occupation des sols
L'occupation des sols de la commune, telle qu'elle ressort de la base de données européenne d'occupation biophysique des sols Corine Land Cover (CLC), est marquée par l'importance des territoires agricoles (86,9 % en 2018), en diminution par rapport à 1990 (88,1 %). La répartition détaillée en 2018 est la suivante : 
zones agricoles hétérogènes (48,3 %), terres arables (29,4 %), prairies (9,2 %), zones urbanisées (6,6 %), forêts (2,7 %), espaces verts artificialisés, non agricoles (2,5 %), milieux à végétation arbustive et/ou herbacée (0,5 %), eaux continentales (0,5 %), eaux maritimes (0,2 %), zones humides côtières (0,1 %). L'évolution de l'occupation des sols de la commune et de ses infrastructures peut être observée sur les différentes représentations cartographiques du territoire : la carte de Cassini (XVIIIe siècle), la carte d'état-major (1820-1866) et les cartes ou photos aériennes de l'IGN pour la période actuelle (1950 à aujourd'hui).

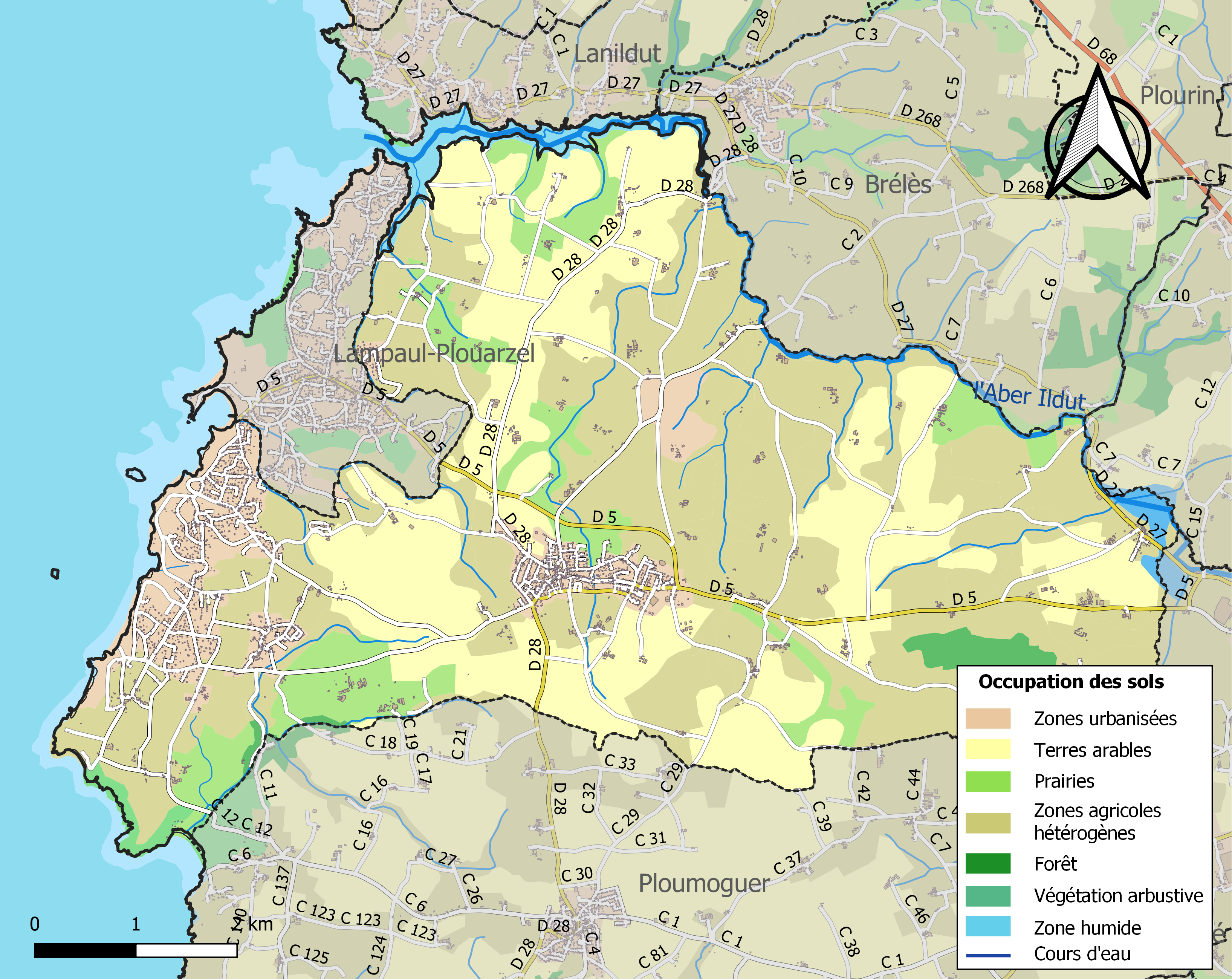
Carte des infrastructures et de l'occupation des sols de la commune en 2018 (CLC).

### Habitat
Le bourg est situé à une certaine distance de la côte, sur un plateau : c'est là une caractéristique commune à de nombreuses communes littorales bretonnes (par exemple à Plouguerneau, Ploudalmézeau, Landunvez, Ploumoguer, etc.), les premiers émigrants bretons fixèrent le centre de leurs plous à l'intérieur des terres, probablement par crainte des pirates saxons.
Plouarzel est traditionnellement un pays de bocage avec un habitat rural dispersé en de nombreux hameaux (les principaux étant ceux de Trézien à l'ouest et de Lokournan Vihan à l'extrême est de la commune) et fermes isolées. Toutefois le bourg, qui était peu important, a beaucoup grossi ces dernières décennies avec la création de plusieurs lotissements à l'ouest et surtout à l'est du bourg ancien.
Un habitat de type périurbain avec prolifération de villas, souvent des résidences secondaires, s'est développé pendant les dernières décennies du XXe siècle juste en arrière du littoral, de Rumeur au nord jusqu'à Ruscumunoc au sud et principalement aux alentours du phare de Trézien. Seule la partie sud du littoral de la commune (aux alentours des pointes de Corsen et Porsmoguer) a évité cette rurbanisation.

## Toponymie
Le nom de la localité est attesté sous les formes Ploeazmel vers 1330, en 1450 et en 1467, Guicarzmel en 1446, Ploearzvel et Ploearzel en 1447, Ploearzel en 1481.
Plouarzel provient du latin Plebs Arthmael, ce qui signifie la paroisse (plou en breton signifie paroisse) d'Arthmael, qui se dit aujourd'hui Arzhel ou Armel. Plouarzel fait partie des nombreuses communes de Bretagne nommées en l'honneur de saint Armel, avec Ploërmel, Saint-Armel, Ergué-Armel, Plouharnel et Lampaul-Plouarzel.
Le nom en breton de la commune est Plouarzhel.

## Histoire

### Préhistoire et antiquité
Le menhir de Kerloas, dit aussi menhir de Kervéatoux, haut de 9,50 mètres, est le plus haut menhir actuellement debout dans l'univers. Paul Buessard a décrit les pratiques superstitieuses concernant ce menhir, qui avaient encore cours dans le courant du XIXe siècle.
La découverte d'un coffre en granit pouvant avoir servi de sépulture à un chien de chasse permet d'imaginer la présence d'une occupation antique dés l'époque gauloise prolongée après la conquête romaine.

### Moyen Âge
Selon Charles Nodier, Justin Taylor et Alphonse de Cailleux, le roi semi-légendaire Conan Mériadec aurait abordé en Bretagne sur les rives de l'Aber Ildut où il aurait fait construire une demeure connue sous le nom de "Castel Mériadec", située entre Plouarzel et Brélès (dans les parages de Bel-Air selon le Chevalier de Fréminville, mais aucune trace archéologique ne vérifie cette assertion), dont des ruines étaient encore visibles au début du XIXe siècle ; les débris des murailles auraient servi à la construction d'un moulin.
Saint Armel « résolut de quitter l'Angleterre, sa patrie, d'abandonner sa famille, sa fortune (...) et de passer sur le continent, à l'exemple d'un grand nombre de ses compatriotes, pour y mener la vie des solitaires et des anachorètes. Le zèle dont il était embrasé se communiqua à quelques-uns de ses anciens compagnons d'étude, qui ne voulurent pas se séparer de lui. Ils embarquèrent ensemble pour les côtes de la Bretagne Armorique et ils débarquèrent à un endroit qu'on croit être le pays d'Ack (...). S'étant un peu avancés dans l'intérieur des terres, jusqu'au lieu appelé maintenant Plouarzel, ils y construisirent un oratoire et de petites cellules, et, sous la conduite d'Armel, qu'ils vénéraient comme leur maître et chérissaient comme leur père, ils commencèrent à pratiquer tous les exercices d'une vie d'austérité, de contemplation et de prière ».
Selon Jean-Baptiste Ogée, en 1360 Laugola appartenait à Bertand du Châtel, le château de Kerveatoux en 1400 à Guillaume Touronce et Ker-locouenan en 1440 à Alain de Kerjean.
Trézien était une trève de la paroisse de Plouarzel.
Sur la rive gauche du ruisseau de Pont-ar-Chastel, qui forme limite avec la commune de Saint-Renan, se trouvent les ruines du château de Pont-ar-Chastel (Pont-du-Château), antique forteresse bâtie sur un îlot au milieu d'un étang. Selon un aveu du 17 mai 1686, ce domaine, qui appartenait au seigneur du Chastel, comprenait en la paroisse de Plouarzel « un vieux château nommé Coëthars ; un moulin nommé Pont-ar-Chastel, couvert d'ardoises, avec sa chaussée, son estang, droit de submergie d'eau ». En 1832 le Chevalier de Fréminville écrit : « C'est une très antique forteresse, isolée au milieu d'un étang. Ses ruines, toutes couvertes de broussailles, laissent encore apercevoir une enceinte carrée avec quatre tours dans les angles, deux carrées et deux rondes ».

### Époque moderne
Au XVIe siècle, Plouarzel faisait partie de la sénéchaussée de Brest et Saint-Renan.
En 1759, une ordonnance de Louis XV ordonne à la paroisse de Plouarzel de fournir 22 hommes et de payer 144 livres pour « la dépense annuelle de la garde-côte de Bretagne ».
Jean-Baptiste Ogée décrit ainsi Plouarzel en 1778 :

« Plouarzel ; sur la côte ; à 13 lieues à l'ouest-sud-ouest de Saint-Pol-de-Léon; son évêché ; à 50 lieues de Rennes et à 4 lieues de Brest, sa subdélégation et son ressort. Cette paroisse relève du Roi et compte 2 100 communiants ; la Cure est présentée par l'Évêque. Albert de Morlaix prétend que ce fut saint Armel qui donna son nom à cette paroisse, vers l'an 540. (...) Ce territoire est arrosé par plusieurs bras de mer, fertile en grains de toutes espèces, et très exactement cultivé. »

Au XVIIIe siècle la famille de Lesguern était seigneur de Kervéatoux (François Claude de Lesguern, puis son fils Joseph René de Lesguern et enfin le fils de ce dernier François Jean de Lesguern, conseiller au Parlement de Bretagne.

### Révolution Française
Jean Le Drévez, prêtre insermenté originaire de Ploumoguer, se réfugia entre septembre 1791 et septembre 1792 à Plouarzel car dans cette paroisse « le clergé et les fidèles étaient demeurés fermement fidèles à l'orthodoxie » [c'est-à-dire hostiles à la Constitution civile du clergé].

### LeXIXesiècle

#### Le passage de Begadenn C'haro et les naufrages
La traversée à gué de l'Aber Ildut à hauteur de Begadenn C'haro pour rejoindre le port de Laber (actuel port de Lanildut) était possible à marée basse, mais difficile pour les charrettes tirées par des chevaux ; il fallait éviter rochers et trous d'eau ; des noyades se produisaient de temps à autre. Un service de bac fut mis en place en 1821 pour compléter la voie charretière. Le service fut assuré à partir de 1922 par un canot partant de Porscav faisant escale à la cale de Begadenn C'haro avant de rejoindre le port de Lanildut. Ce service fut assuré jusqu'en 1980.
Dans la nuit du 10 au 11 janvier 1845, l'Intrépide-Régulus, de Morlaix, parti de Penzé à destination de Brest charge de 1 250 sacs de farine, fit naufrage dans la baie de Porzgoret [Porsmoguer en fait] et fut abandonné par son équipage ; les sacs de farine furent ramenés à terre mais, la farine étant déclarée avariée, firent l'objet d'une vente publique à bas prix organisée par l'administration de la marine, ce qui fut contesté par la suite devant les tribunaux par la compagnie d'assurance.

#### Plouarzel en 1853
A. Marteville et P. Varin, continuateurs d'Ogée, décrivent ainsi Plouarzel en 1853 :

« Plouarzel (sous l'invocation de saint Paul Aurélien) : commune formée par l'ancienne paroisse de ce nom, aujourd'hui succursale. Il y a dans cette commune, outre l'église paroissiale, les chapelles de Trézien et de Saint-Éloy, dont les pardons sont assez fréquentés par les paysans des paroisses voisines. L'agriculture est assez prospère dans cette commune, grâce surtout aux engrais de mer, qui n'y valent que 8 à 10 francs la charretée ; les prairies artificielles commencent à y pénétrer, et l'on cultive des plantes potagères qui sont vendues sur le marché de Brest. (...) La côte de Plouarzel présente plusieurs variétés de granite, qui sont toutes exploitées sur divers points. Le bagne et presque tous les édifices du port de Brest, antérieurs à la fin du siècle dernier, ont été construits avec le granite à gros grains que Plouarzel fournit. Le piédestal de La Consulaire, que l'on voit à l'entrée du port, vis-à-vis des bureaux de l'administration, est également sorti de ces riches carrières, voisines de celles de l'Aber-Ildut, où l'on est venu tailler les énormes blocs destinés à fournir le piédestal de l'Obélisque de Louqsor. (...). Géologie : constitution granitique. On parle le breton. »

#### Le pardon de la Saint-Éloi

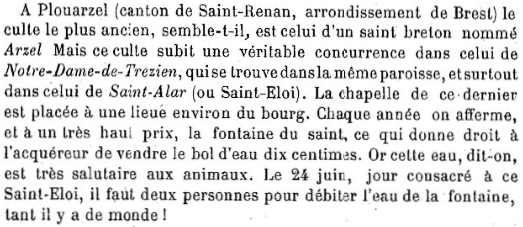
Les pèlerinages de Plouarzel en 1904 (Revue des traditions populaires, octobre 1904).

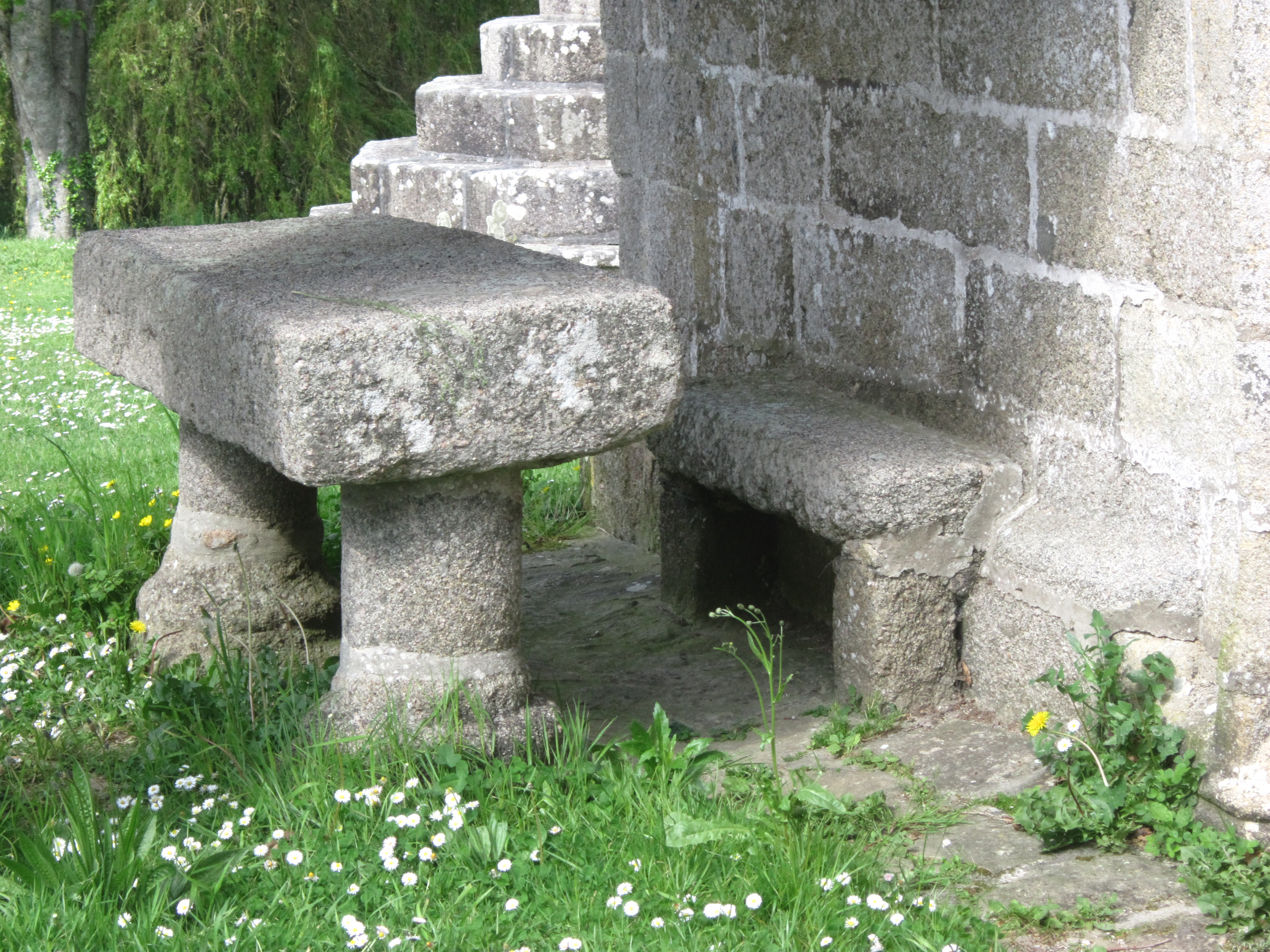
La table de granite où étaient déposées les offrandes des cavaliers les jours de pardon.

Le pardon de saint Éloi (en fait saint Alar) qui se déroule le dernier dimanche de juin se déroule selon un rite immuable avec notamment la bénédiction des chevaux. Les cavaliers mettent pied à terre, déposent une offrande (crin de cheval, beurre, avoine, ..) sur la table de pierre et tournent trois fois autour de la chapelle en tenant leurs chevaux par la bride.

« À Plouarzel et à Ploudalmézeau, le jour du pardon de Saint-Éloi, on fait faire aux juments un saut par-dessus l'eau qui s'écoule ainsi de la fontaine. C'est le Lamm Sant-Alar, le "saut de Saint-Éloi". La symbolique du saut pardessus l'eau traduit encore des espoirs de fertilité et de fécondité. Le jour du pardon était tellement propice que certains cultivateurs procédaient à des saillies comme l'observa Soaig Joncour à Plouyé en 1913 : Dans le champ précédant l'oratoire, derrière un talus, un paysan faisait saillir sa jument, coutume assez fréquente, paraît-il, surtout pour les juments réputées stériles, par confiance en l'action bénéfique du saint. »

#### La tour crénelée de l'anse de Porsmoguer
Un corps de garde défensif modèle 1846 était initialement prévu à cet endroit pour défendre la plage des Blancs Sablons, mais c'est une tour n°3 modifiée, sans sa plate-forme sommitale, qui a été construite en 1852, associée à une position de batterie pour 4 pièces. Elle était prévue pour 30 hommes. L'ensemble a été déclassé en 1889, et la tour a été transformée en habitation.

#### L'école de hameau de Trézien
Fin XIXe la construction de 67 écoles de hameaux a été autorisée dans le Finistère par deux décrets :
- Le décret du 25 octobre 1881 qui a délégué une subvention pour 18 écoles de hameaux sur l'arrondissement de Quimperlé ; toutes ont été bâties.
- Le décret du 14 mars 1882 qui a délégué une subvention pour 50 écoles de hameaux sur les quatre autres arrondissements du département (Brest, Châteaulin, Morlaix, Quimper) à choisir dans les communes « dont le territoire est le plus étendu et les ressources les plus restreintes » ; 49 ont été bâties dont 1 à Plouarzel (Trézien)[45].

#### Les dernières décennies duXIXesiècle

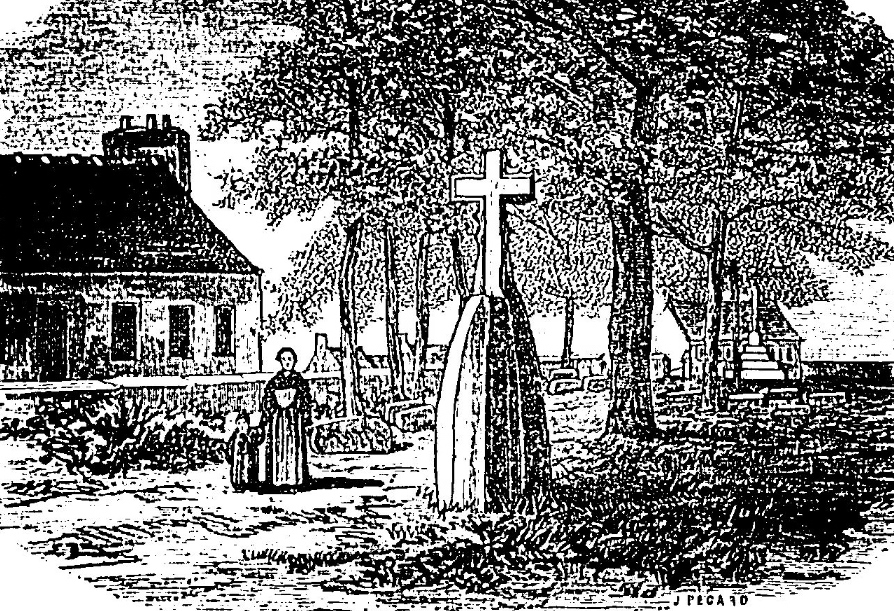
Dessin d'un menhir christianisé (lec'h) dans le cimetière de Plouarzel en 1886.

Le 22 mars 1878 décéda à Plouarzel le baron Angelito de Taisne, âgé de 54 ans, qui habitait le château de Kervéatoux. « Tout le pays vient prier auprès de celui qui fut l'inépuisable bienfaiteur de cette région, et dont la grande modestie seule dépassait la charité » ; son épouse la baronne Amicie Russel de Bedford, décéda en décembre 1913.
En septembre 1878, profitant de la vacance du poste d'instituteur public, le conseil municipal de Plouarzel décida qu'il y avait lieu de le remplacer par des congréganistes, mais un nouvel instituteur public fut toutefois nommé.
Le 27 février 1889 décéda le pilote Jean Péron, âgé de 76 ans « qui a sauvé au péril de sa vie un grand nombre de navires et une foule d'hommes. Le gouvernement français, le trouvant trop clérical, ne l'avait jamais décoré, mais l'empereur d'Autriche lui avait décerné la croix ».
Lors des élections législatives du 24 janvier 1897, les vicaires de Plouarzel distribuaient eux-mêmes les bulletins à la porte de la mairie, et ils faisaient chercher en voiture les impotents afin qu'ils puissent voter pour l'abbé Gayraud, qui fut réélu député. La campagne électorale fut très animée : selon l'abbé Gayraud, un partisan de son concurrent, le comte de Blois, candidat monarchiste, distribua à Plouarzel de l'eau-de-vie à discrétion ; « la barrique y est passée bien vite ».

#### L'incendie de l'église en 1898

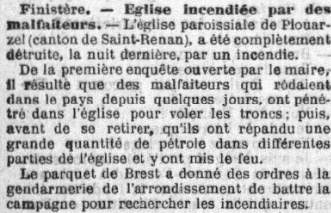
L'incendie de l'église paroissiale de Plouarzel dans la nuit du 11 au 12 août 1898 (journal La Croix du 13 août 1898)

L'église paroissiale de Plouarzel fut détruite par un incendie dans la nuit du 11 au 12 août 1898. Quatre vagabonds furent dans un premier temps arrêtés, mais « l'enquête ouverte sur l'incendie de l'église de Plouarzel vient d'aboutir à la mise en cause du bedeau de la paroisse, qui serait, d'après ses déclarations, l'auteur involontaire du sinistre. (...) Le bedeau, qui a déclaré avoir mis le feu à l'église par inadvertance, a été conduit à Brest à la disposition du parquet ». La nouvelle église fut consacrée en 1902.

#### Les carrières de granite

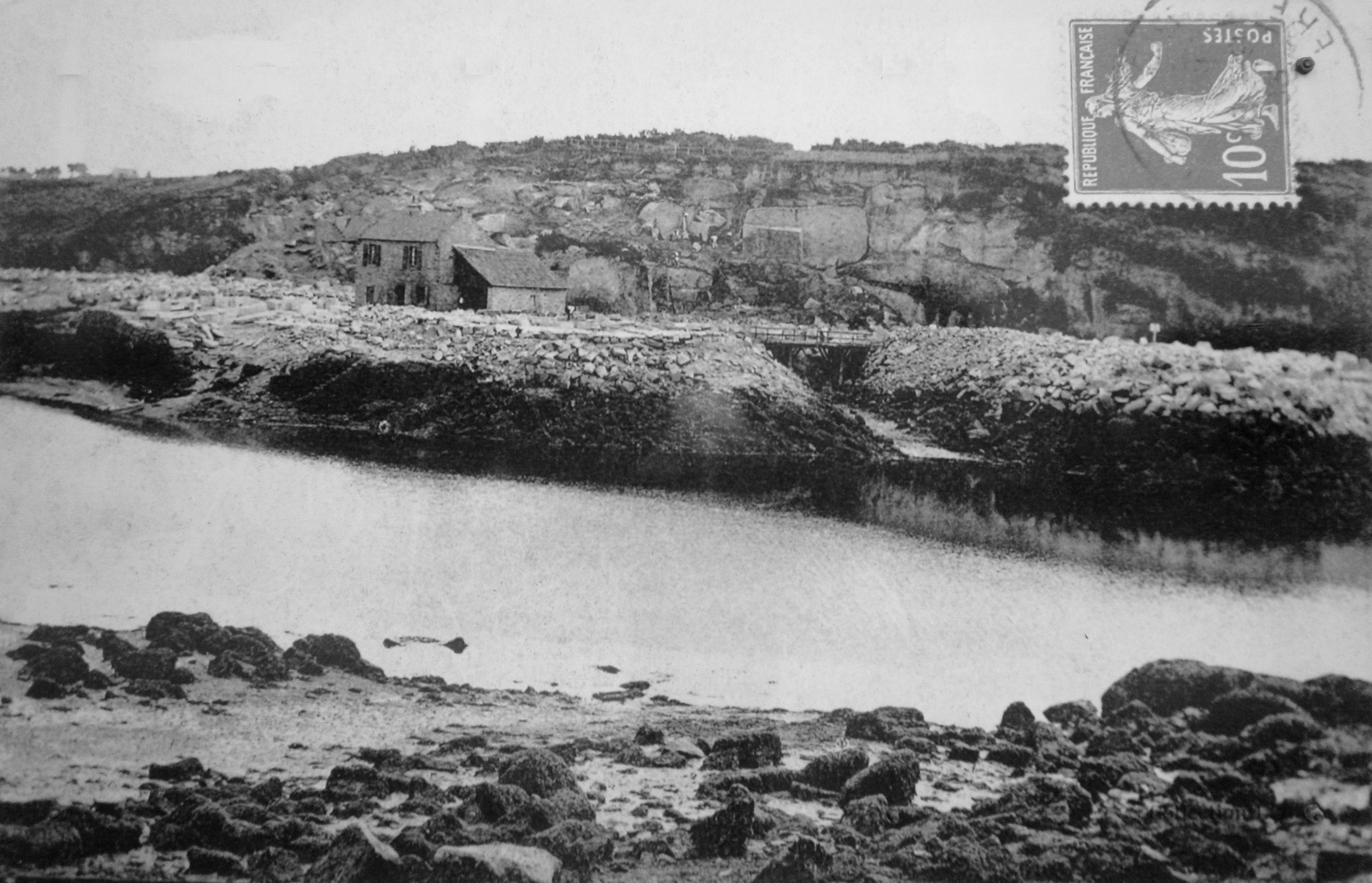
La carrière de Kerglonou (Chanter Braz) au début du XXe siècle (carte postale).

Plusieurs carrières de granite furent exploitées sur la rive gauche de l'Aber Ildut (9 ont été identifiées sur le territoire de la commune de Plouarzel, les principales étant celle de Chanter Braz ("Grand chantier") à Kerglonou et le chantier Martin près de Kerveatouz Vihan. Vers 1900, les différentes carrières de Plouarzel employaient environ 300 tailleurs de pierre originaires des communes riveraines de l'Aber Ildut pour la plupart, mais aussi du reste de la Bretagne et même de Normandie. Ces travailleurs, certains sans attaches familiales, logeaient chez l'habitant, dans une chambre, un grenier ou une grange. Ils avaient la réputation d'être des hommes rudes car ils travaillaient dans des conditions difficiles ; ils se déplaçaient fréquemment d'un chantier à un autre.
Des accidents se produisaient souvent en raison du recours à des explosifs : par exemple le 25 novembre 1912 l'exploitant de la carrière de Kerveatouz Vihan eût les deux mains déchiquetées. Les années 1900-1914 sont marquées par des mouvements sociaux et des grèves, entraînant l'intervention de la force publique. Un "syndicat des ouvriers tailleurs de pierre de l'Aber Ildut" est créé en 1905 ; les revendications des ouvriers portent sur l'abaissement de la durée de la journée de travail (elle était de 12 heures et passa à 10 heures en 1911) et sur l'augmentation des salaires.
Chanter Braz ferma en 1930 et les dernières carrières dans la décennie 1950 en raison de la concurrence de matériaux plus rentables comme la brique ou le béton.

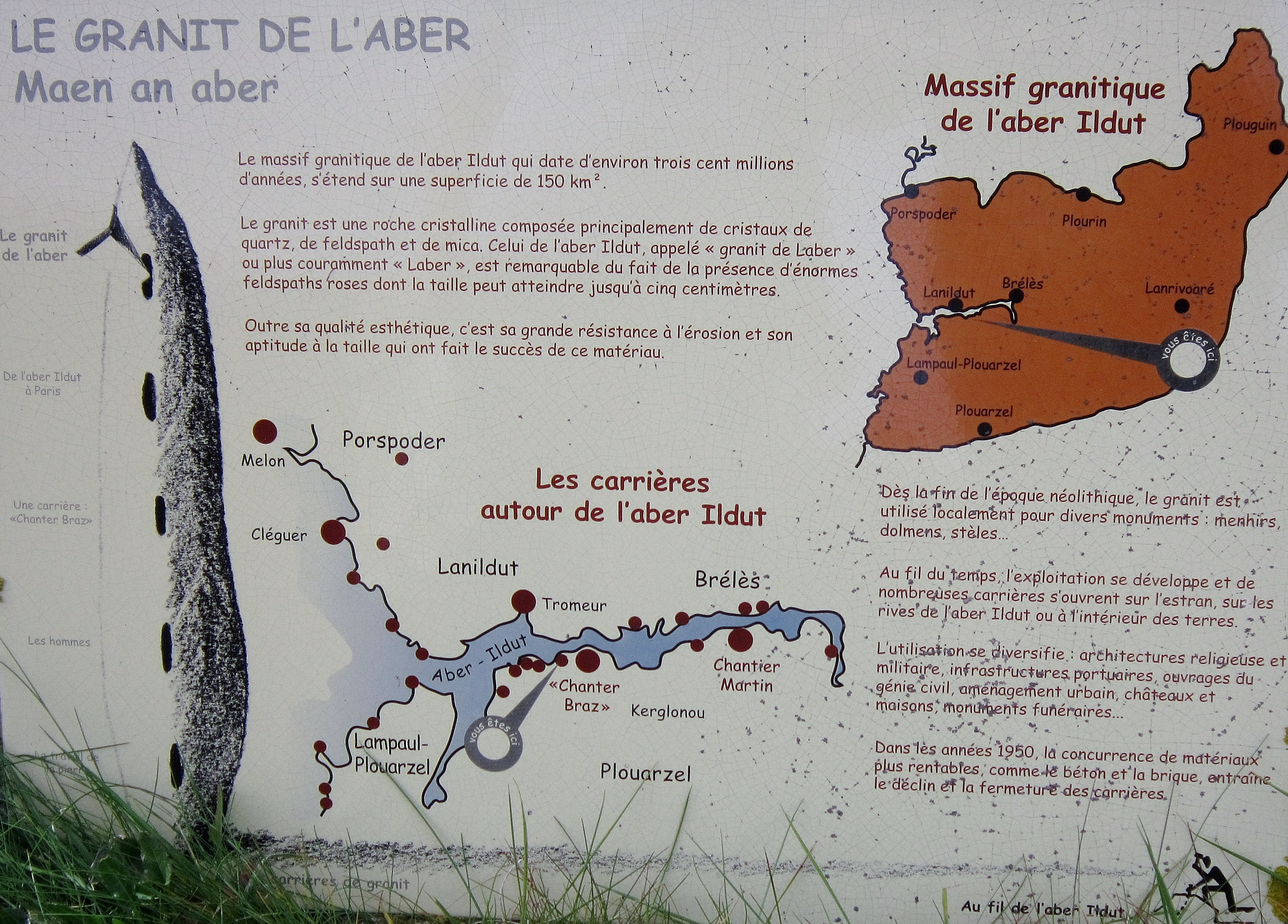
Panneau d'information touristique présentant le granite de l'Aber Ildut.
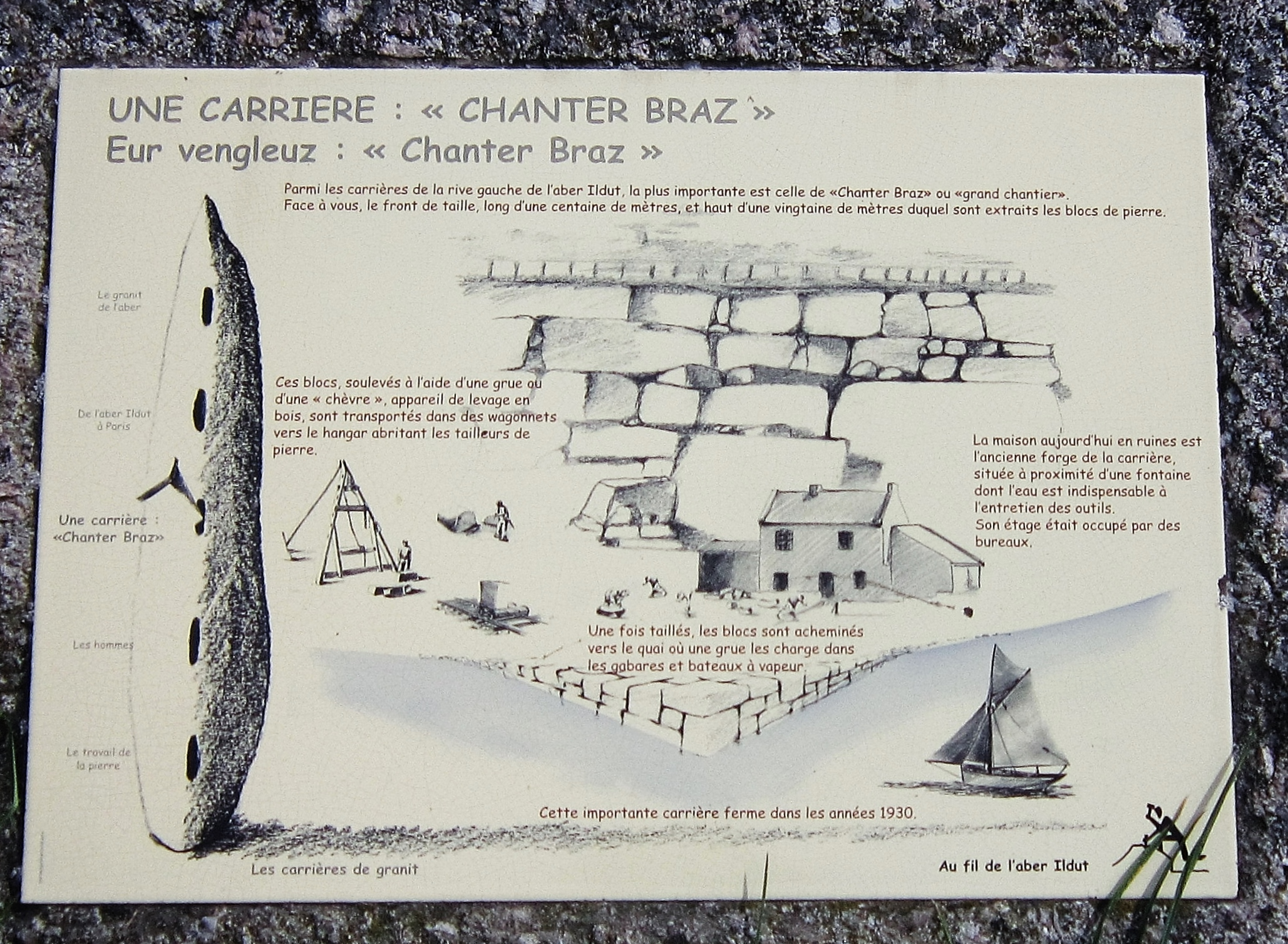
L'ancienne carrière de Kerglonou (Chanter Braz) : panneau d'information touristique illustrant la carrière de Chanter Braz.
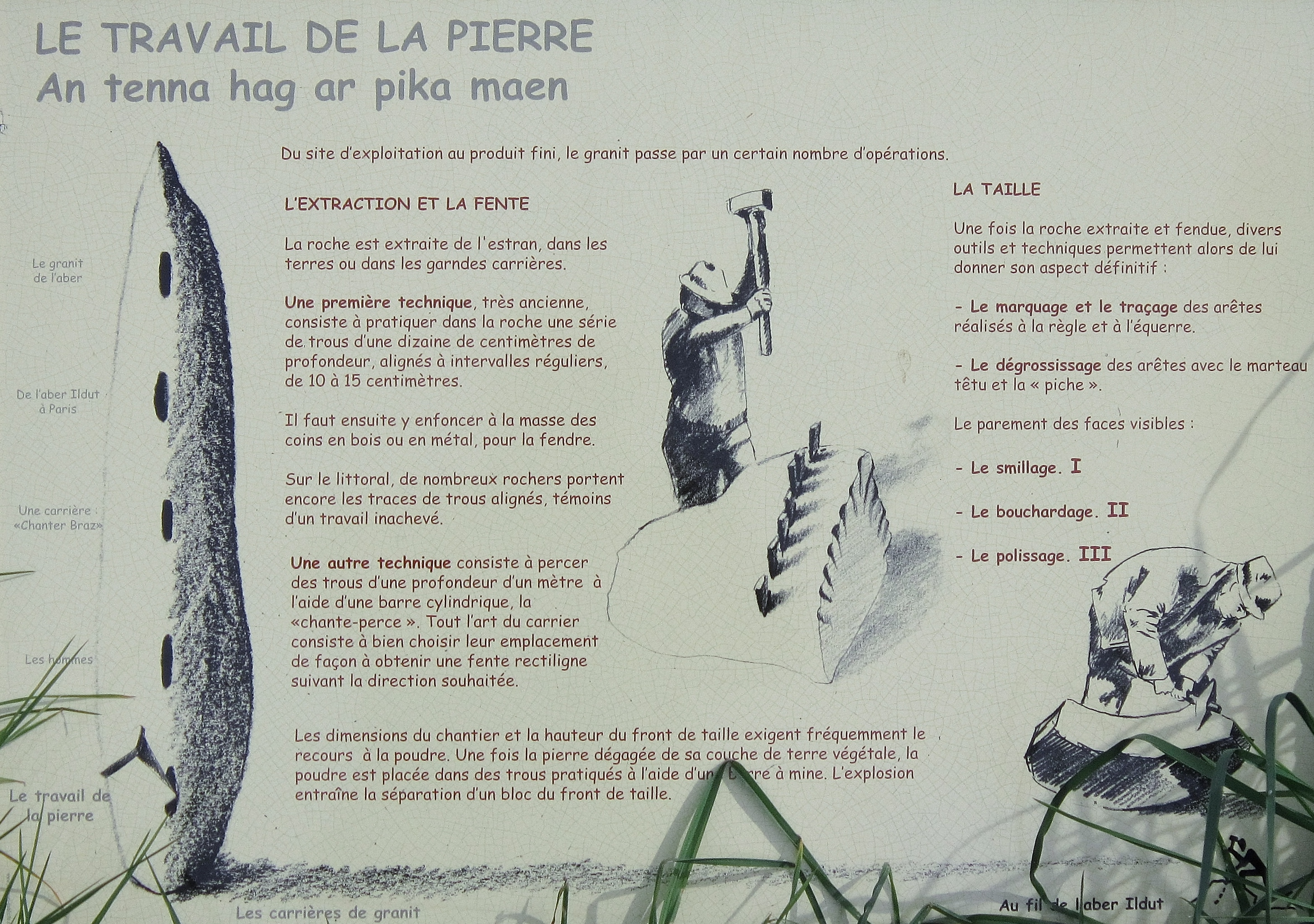
L'ancienne carrière de granite de Kerglonou (Chanter Braz) : panneau d'information touristique expliquant le travail de la pierre.
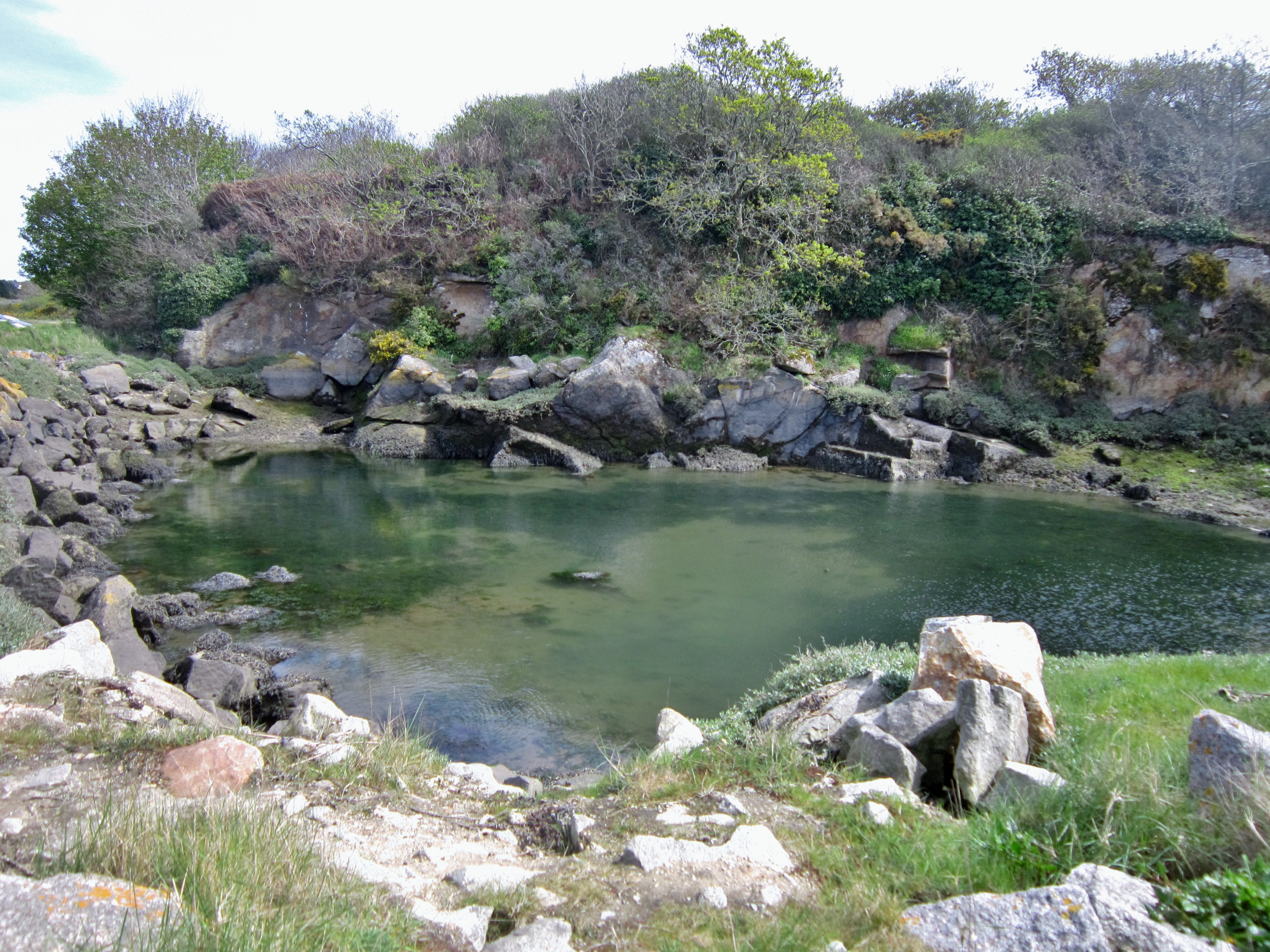
La carrière de Kerglonou (Chanter Braz) sur la rive gauche de l'Aber Ildut.
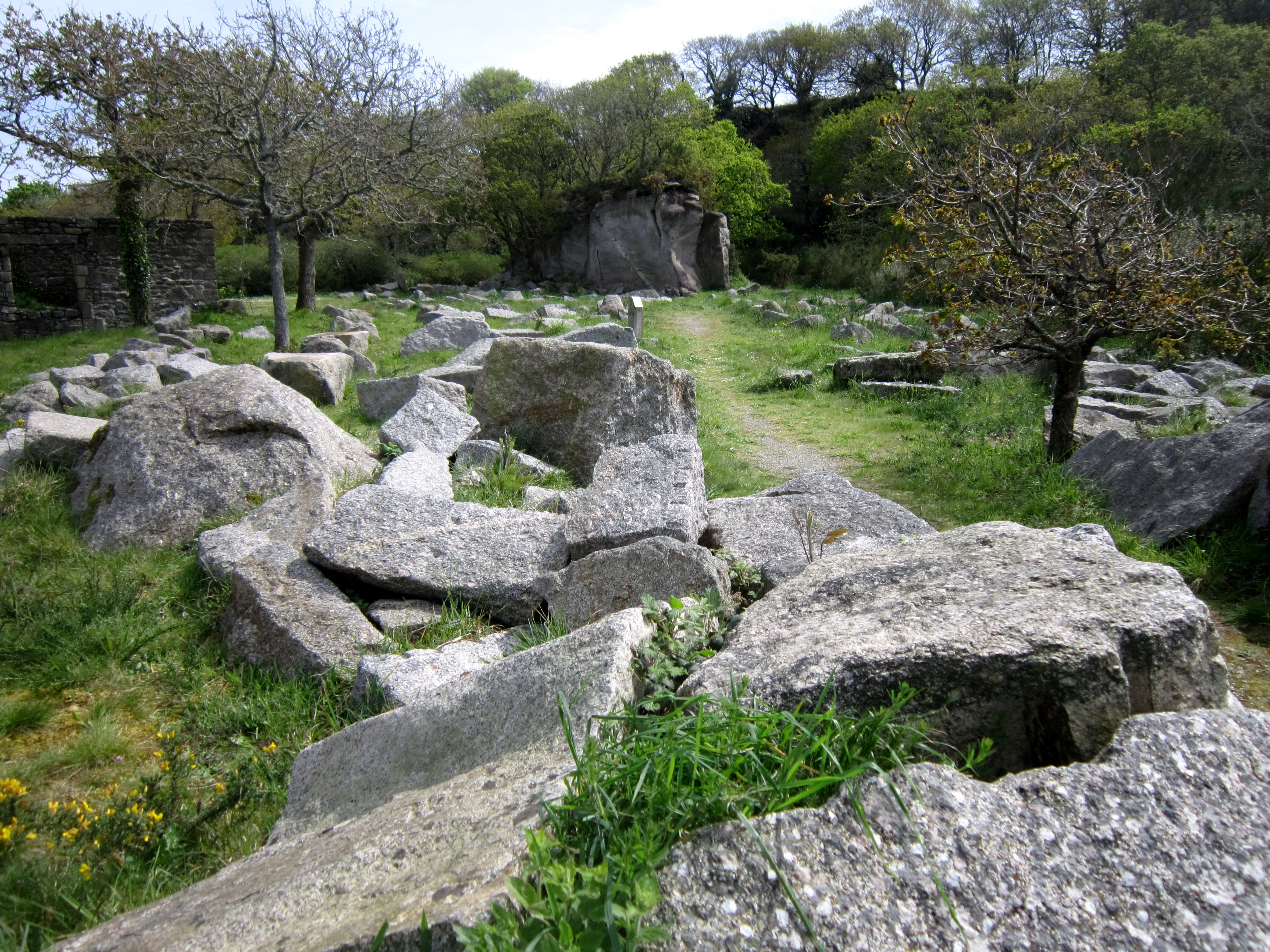
L'ancienne carrière de Kerglonou (Chanter Braz) : blocs de granite laissés sur place, abandonnés.
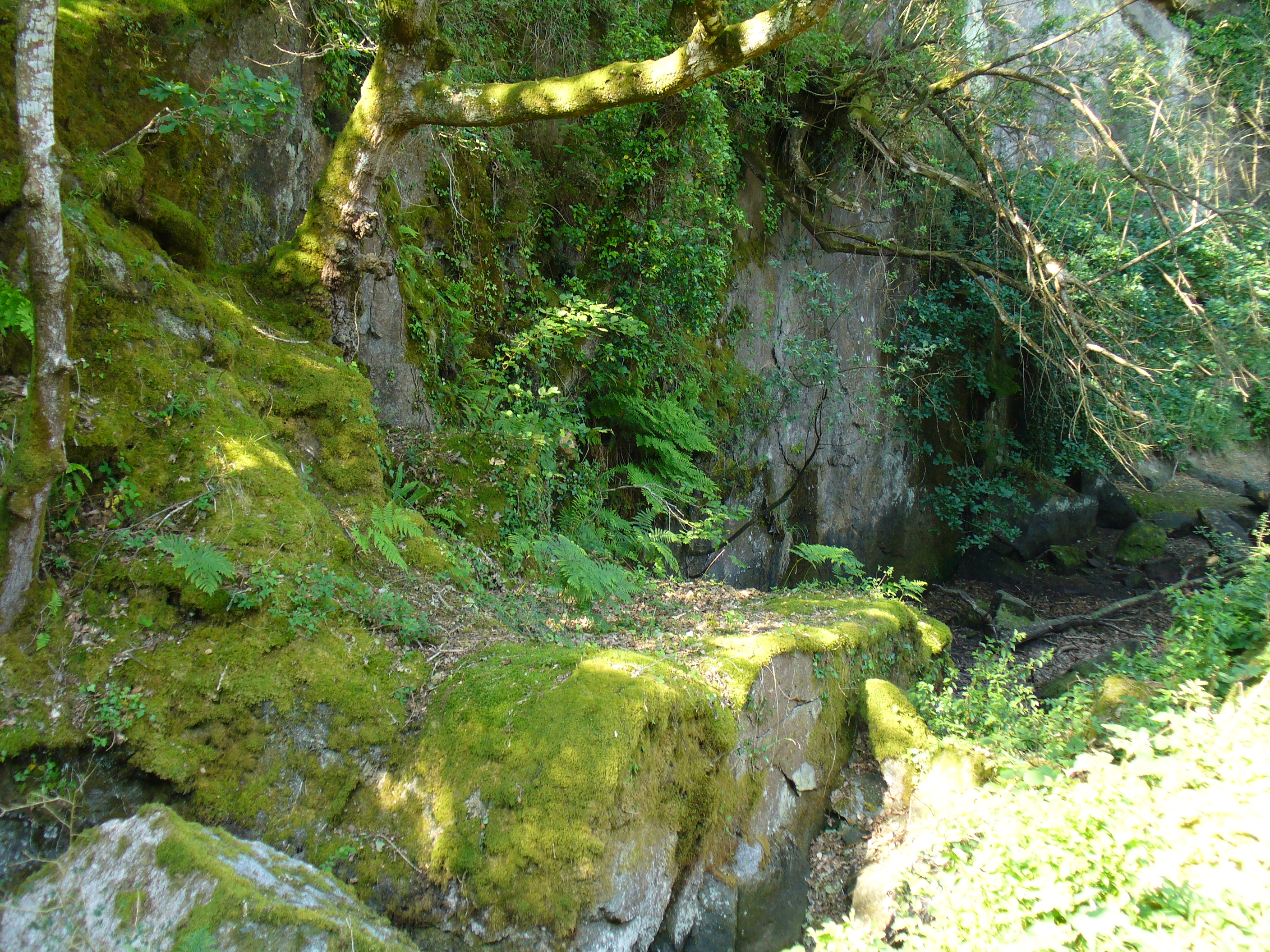
La carrière de Kerglonou (Chanter Braz) : ancien front de taille.
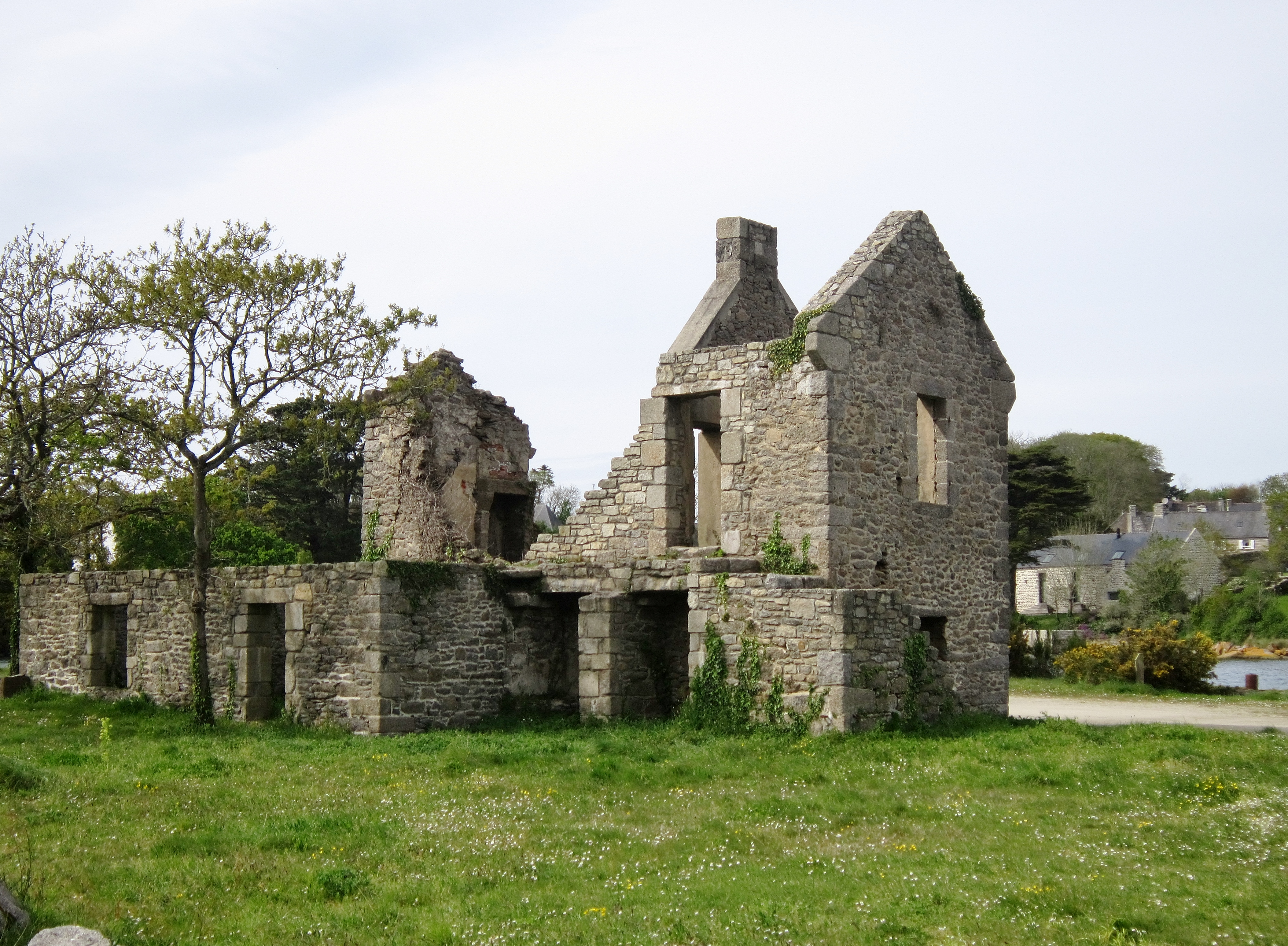
La carrière de Kerglonou (Chanter Braz) : ancien bâtiment d'exploitation.
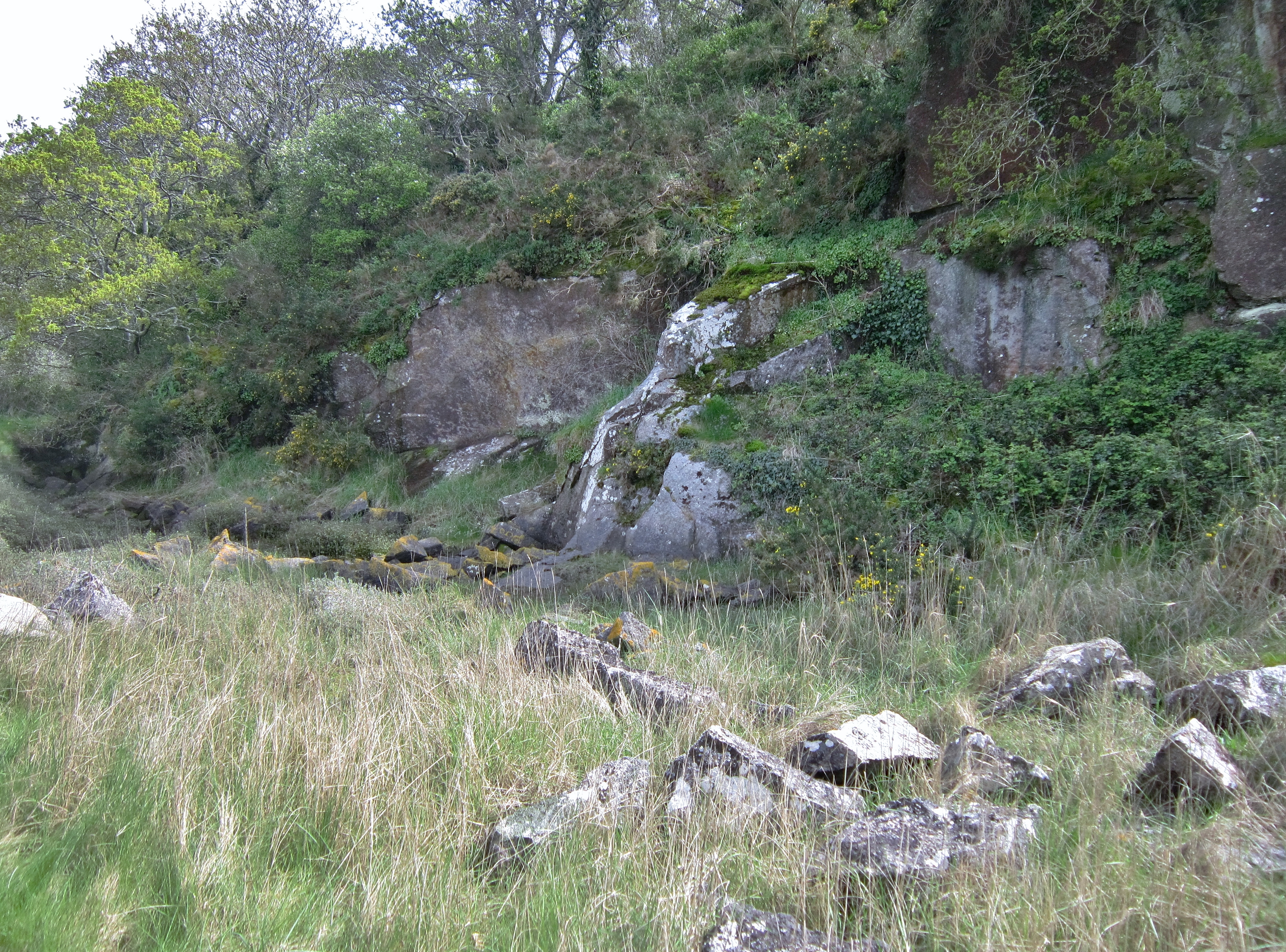
Ancienne carrière de granite près de Kerveatouz Vihan.

### LeXXesiècle

#### La Belle Époque

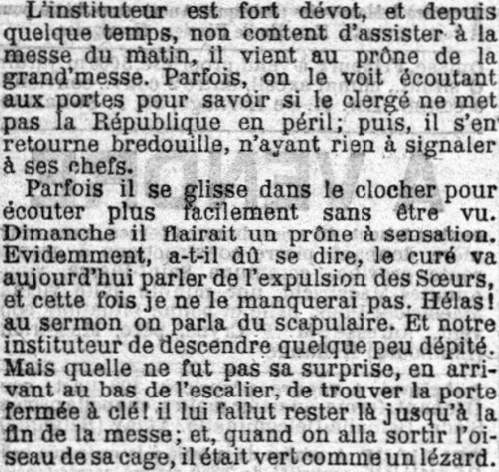
La mésaventure de l'instituteur public de Plouarzel en juillet 1902 (journal La Croix du 30 juillet 1902).

Le 14 septembre 1906, le brick Théodore, échoué depuis plusieurs jours sur un rocher de l'île de Quéménès dans l'archipel de Molène, finit par couler. Avant qu'il ne coule, « huit pêcheurs des communes de Plouarzel et Lampaul ont été surpris au moment où ils procédaient au pillage du bateau. Les pilleurs d'épave ont été arrêtés ».
En novembre 1906, l'inventaire des biens d'église à Plouarzel se fit sans incidents, la population ne s'y attendant pas ; la porte de l'église dut néanmoins être enfoncée.
La récolte du goémon n'allait pas sans incidents : ainsi en septembre 1910, deux goémoniers de Plouarzel furent condamnés à une amende pour avoir récolté du goémon de rive à l'Île-Molène, son ramassage étant réservé aux habitants de la commune.
Un bureau téléphonique fut mis en service à Plouarzel le 1er janvier 1914.

#### La Première Guerre mondiale
Une plaque commémorative située dans l'église paroissiale de Plouarzel porte les noms de 109 soldats et marins morts pour la France pendant la Première Guerre mondiale ; parmi eux plusieurs marins disparus en mer (par exemple Édouard Jourdren, second maître mécanicien à bord du cuirassé Danton coulé par le sous-marin allemand U-64 le 19 mars 1917 en mer Tyrrhénienne) ; plusieurs soldats sont morts sur le front belge (par exemple Gabriel Le Goff dès le 21 août 1914 à Arsimont et Yves Languenou le lendemain à Maissin, tous deux membres du 71e régiment d'infanterie et Jean Léostic le 28 août 1914 à Adinkerke, ce dernier étant inhumé dans la Nécropole nationale de Notre-Dame-de-Lorette) ; Jean Marie Le Dot, soldat au 371e régiment d'infanterie, est mort de maladie le 1er octobre 1918 à Salonique (Grèce) et Louis Cloître, matelot à bord du cuirassé Jauréguiberry, est mort le 14 octobre 1917 à Port-Saïd (Égypte) ; la plupart des autres sont morts sur le sol français (parmi eux, Jean François Le Dot, soldat au 77e régiment d'infanterie, tué à l'ennemi le 19 juillet 1917 à Craonne (Aisne), Joseph Pellen, canonnier au 28e régiment d'artillerie de campagne, tué à l'ennemi le 23 juin 1916 dans le bois des Hospices à Eix (Meuse) et Jean Louis Jézéquel, soldat au 355e régiment d'infanterie, tué à l'ennemi le 6 avril 1918 à Grivesnes (Somme), tous trois décorés à titre posthume de la Médaille militaire et de la Croix de guerre.

#### L'Entre-deux-guerres

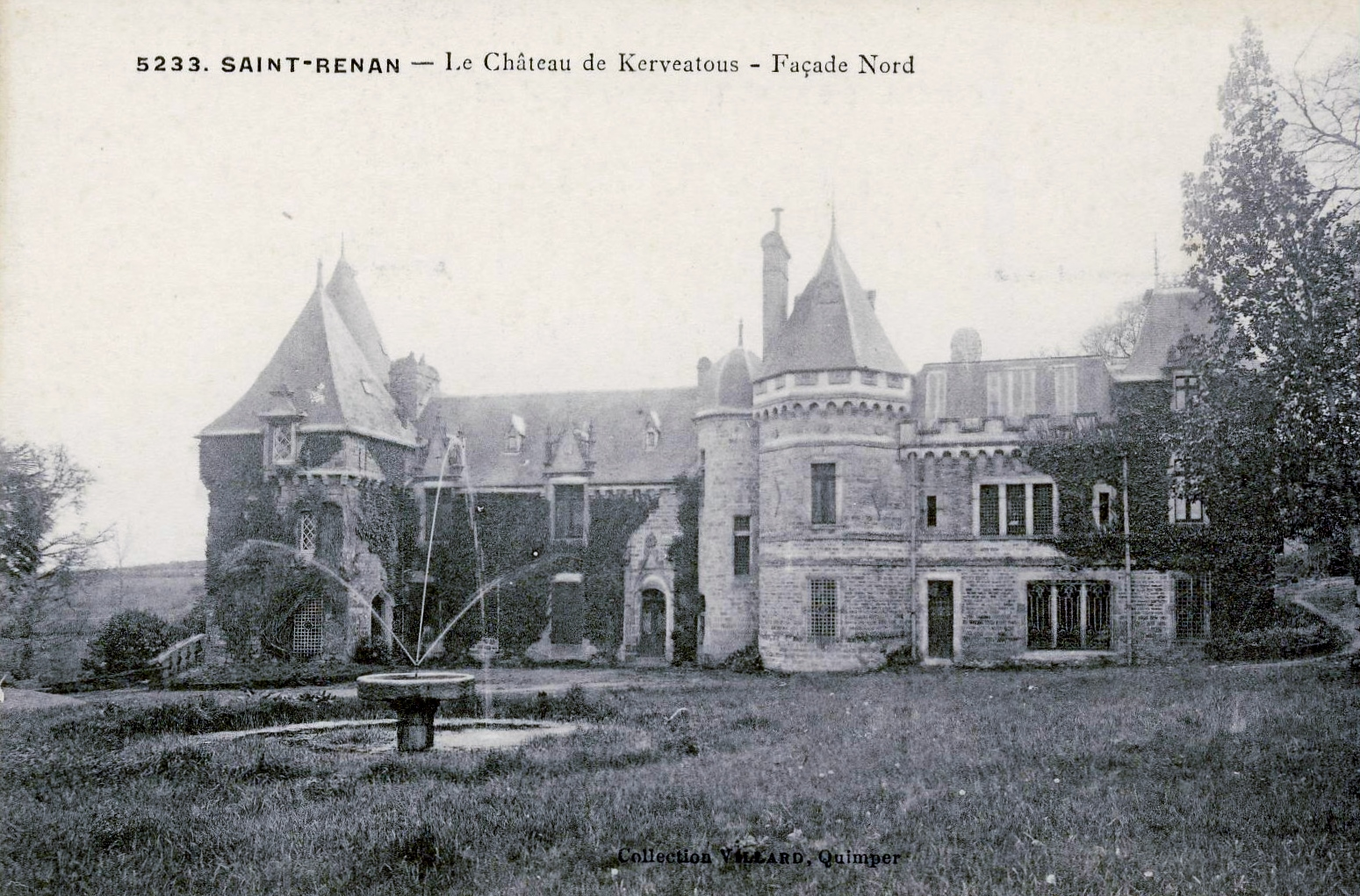
Le château de Kervéatoux vers 1920 (carte postale Villard).
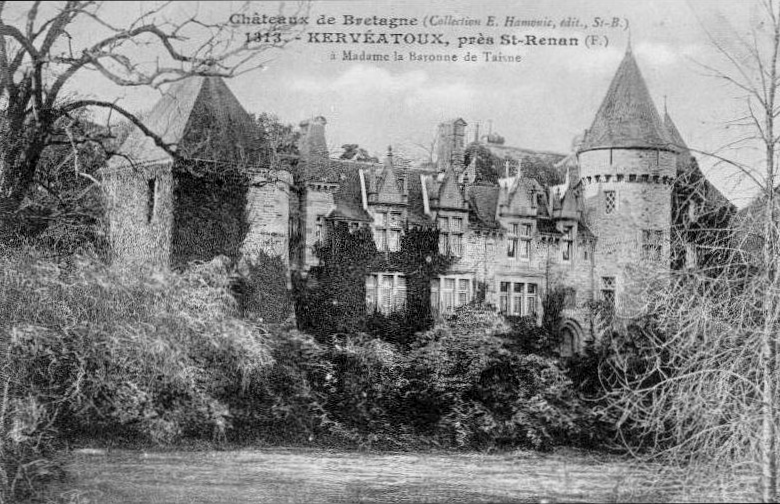
Le château de Kervéatoux vers 1920 (carte postale Émile Hamonic).

Des croyances superstitieuses persistaient : ainsi le journal L'Homme libre raconte en 1927 que des habitants crurent au retour de l'esprit d'un vieux pêcheur défunt, Jean-Louis L'Hôpital, dans sa demeure de Kerbrima, après sa mort ; des messes, des prières, des chapelets furent organisés pour faire taire ces bruits.
Le matin du 10 novembre 1929 le sloop Talisman, de Plouarzel, fut retrouvé la quille en l'air à faible distance de l'entrée de l'Aber Ildut ; il revenait de Morlaix où il était allé chercher des fûts de vin qui vinrent s'échouer sur la grève ; l'équipage de trois hommes fut porté disparu.

#### La Seconde Guerre mondiale
Trois témoignages sur "La vie à Plouarzel de 1939 à 1945" sont disponibles sur un site Internet, notamment celui d'Yves Morvan qui fut agent de renseignement pendant la Seconde Guerre mondiale.

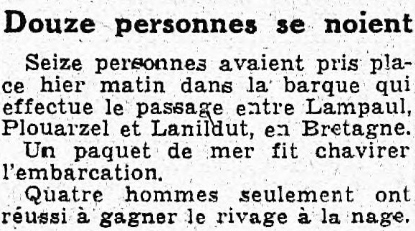
La noyade de 12 personnes entre Lampaul, Plouarzel et Lanildut le 22 novembre 1944 (journal L'Humanité).

Le "bataillon de Ploudalmézeau" regroupa, pendant l'été 1944, 1 070 hommes et femmes originaires de Ploudalmézeau, Portsall, Lampaul-Ploudalmézeau, Saint-Pabu, Plouguin, Brélès, Lanildut, Porspoder, Landunvez, Tréouergat, Molène, Lampaul-Plouarzel, Saint-Pierre-Quilbignon, y compris 140 russes ralliés à la Résistance à l'initiative de Maître Henri Provostic et du gendarme Joseph Grannec. Ils étaient abrités principalement à la ferme Kergoff en Tréouergat. Après avoir libéré le canton de Ploudalmézeau, ce bataillon FFI participa aux côtés de l'armée américaine à de nombreux combats le long de la côte nord-ouest du Finistère, notamment à la pointe du Corsen en Plouarzel, à Kervélédan et à la pointe d'Illien en Ploumoguer et près du Conquet dans la presqu'île de Kermorvan et à l'est de Lochrist pour la prise de la redoutable batterie allemande Graf Spee de Keringar. Un livre leur rend hommage.
Selon le témoignage de deux des hommes (Félix Perchoc et Jean Mellaza) pris en otages, le 14 août 1944 une section FFI d'une trentaine d'hommes attaqua les Allemands qui occupaient la pointe de Corsen et s'étaient installés à Trézien. Leur attaque échoua et les FFI durent se replier. Le lendemain, les Allemands entrèrent dans le village de Trézien, mirent le feu à trois maisons et prirent 22 otages, des hommes âgés de 16 à 65 ans, emmenés à l'étang de Kerjean, où les Allemands s'apprètèrent à les fusiller.
Le baron Stanislas de Taisne de Raymonval, officier de cavalerie, conseiller municipal de Plouarzel, qui habitait le château de Kervéatoux, fut aussi nommé par le régime de Vichy conseiller départemental du canton de Saint-Renan et président du conseil départemental du Finistère entre 1943 et 1945 ; il avait déjà été élu conseiller général de ce même canton entre 1931 et 1940. Le 16 août 1944 son épouse, la baronne de Taisne (qui fut était présidente de la Croix-Rouge locale) et sa fille se rendirent au Conquet à vélo et parvinrent à sauver du peloton d'exécution les otages de Trézien en faisant passer une lettre de protestation au commandement allemand.
Une plaque commémorative située dans l'église paroissiale de Plouarzel porte les noms de 30 personnes mortes pour la France pendant la Deuxième Guerre mondiale ; parmi elles Claude Cloâtre, quartier-maître à bord du sous-marin Doris, disparu en mer dans le naufrage de ce bâtiment coulé par un sous-marin allemand au large des Pays-Bas le 8 mai 1940.

#### Après la Seconde Guerre mondiale
Un patronage catholique, l'Étoile de Saint-Arzel , pratiquant notamment le football et le théâtre, fonctionna à Plouarzel dans les décennies d'après-guerre.
En 1955, le village de Pont-du-Château dépendant de la commune de Plouarzel est rattaché à la commune de Saint-Renan.
Jean Louis Foricher, quartier-maître de la Ière demi-brigade de fusiliers marins, a été tué à l'ennemi le 30 mars 1958 dans l'oued Saftar (Algérie) pendant la Guerre d'Algérie ; il a été décoré de la Croix de la valeur militaire.
Depuis les années 1980, la plage de Plouarzel est régulièrement polluée par des éléments de plastique représentant le chat Garfield

### LeXXIesiècle

#### Le parc éolien de Plouarzel
Le parc éolien de Plouarzel a été mis en service en octobre 2000 ; situé au lieu-dit Kérigaret, il est constitué de neuf éoliennes (cinq initialement, quatre supplémentaires en 2006). Chacune est constituée d'un aérogénérateur de 660 kW et d'un rotor de 47 mètres de diamètre monté sur un mât de 40 mètres. Leur impact a fait l'objet d'une étude très détaillée.

## Démographie
L'évolution du nombre d'habitants est connue à travers les recensements de la population effectués dans la commune depuis 1793. Pour les communes de moins de 10 000 habitants, une enquête de recensement portant sur toute la population est réalisée tous les cinq ans, les populations de référence des années intermédiaires étant quant à elles estimées par interpolation ou extrapolation. Pour la commune, le premier recensement exhaustif entrant dans le cadre du nouveau dispositif a été réalisé en 2005.
En 2022, la commune comptait 3 987 habitants, en évolution de +7,58 % par rapport à 2016 (Finistère : +2,16 %, France hors Mayotte : +2,11 %).
| 1793  | 1800  | 1806  | 1821  | 1831  | 1836  | 1841  | 1846  | 1851  |
| ----- | ----- | ----- | ----- | ----- | ----- | ----- | ----- | ----- |
| 2 083 | 2 083 | 2 000 | 2 343 | 2 207 | 2 319 | 2 214 | 2 306 | 2 305 |

| 1856  | 1861  | 1866  | 1872  | 1876  | 1881  | 1886  | 1891  | 1896  |
| ----- | ----- | ----- | ----- | ----- | ----- | ----- | ----- | ----- |
| 2 320 | 2 278 | 2 273 | 2 340 | 2 372 | 2 403 | 2 427 | 2 510 | 2 474 |

| 1901  | 1906  | 1911  | 1921  | 1926  | 1931  | 1936  | 1946  | 1954  |
| ----- | ----- | ----- | ----- | ----- | ----- | ----- | ----- | ----- |
| 2 582 | 2 682 | 2 645 | 2 427 | 2 442 | 2 417 | 2 342 | 2 319 | 2 200 |

| 1962  | 1968  | 1975  | 1982  | 1990  | 1999  | 2005  | 2006  | 2010  |
| ----- | ----- | ----- | ----- | ----- | ----- | ----- | ----- | ----- |
| 2 057 | 1 915 | 1 886 | 2 003 | 2 042 | 2 458 | 3 150 | 3 205 | 3 618 |

| 2015  | 2020  | 2022  | - | - | - | - | - | - |
| ----- | ----- | ----- | - | - | - | - | - | - |
| 3 690 | 3 924 | 3 987 | - | - | - | - | - | - |

## Politique et administration
En 2010, la commune de Plouarzel a été récompensée par le label « Ville Internet @@@ ».
Les habitants de la commune élaborent leur carte communale de manière collaborative,.

## Langue bretonne
L'adhésion à la charte Ya d'ar brezhoneg a été votée par le Conseil municipal le 4 juillet 2005.
À la rentrée 2017, 88 élèves étaient scolarisés dans la filière bilingue catholique (soit 20,4 % des enfants de la commune inscrits dans le primaire).

## Lieux et monuments
- L'église Saint-Arzel 48° 26′ 03″ N, 4° 43′ 50″ O. Après un incendie qui détruit l'église précédente (qui datait du XVe siècle) le 11 août 1898, l'édifice actuel est construit par Ernest Le Guerranic et consacré le 4 septembre 1902[89]. On peut y découvrir une remarquable piétà du XVe siècle[90].

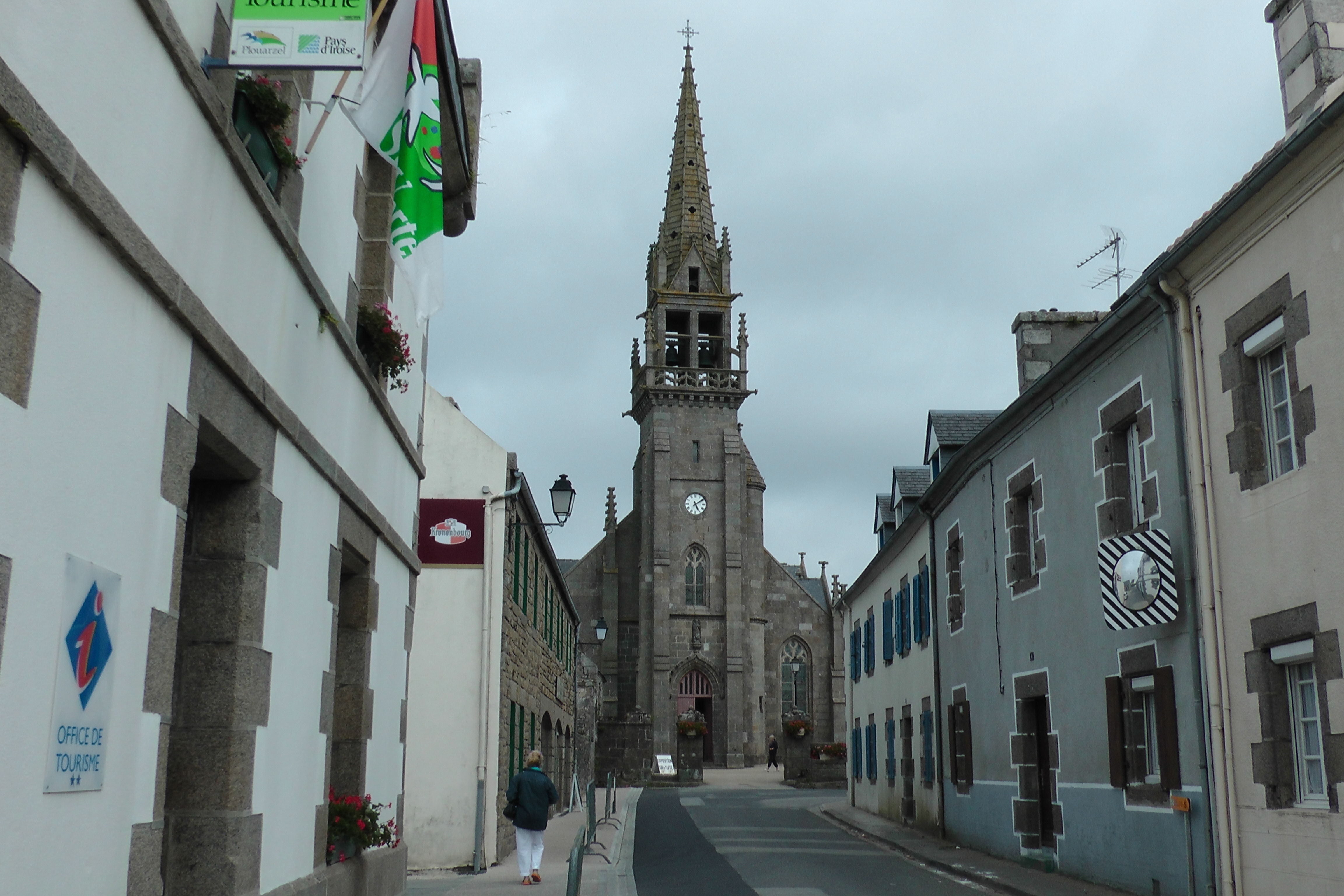
L'église Saint-Arzel vue depuis l'Office du tourisme.
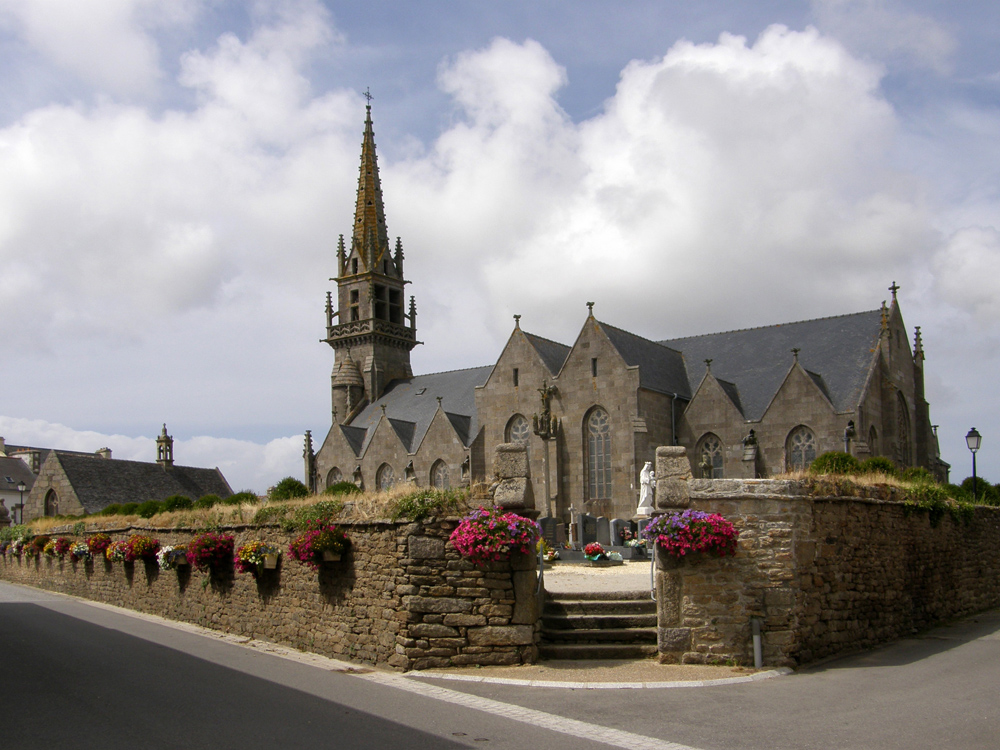
L'église Saint-Arzel et le cimetière.
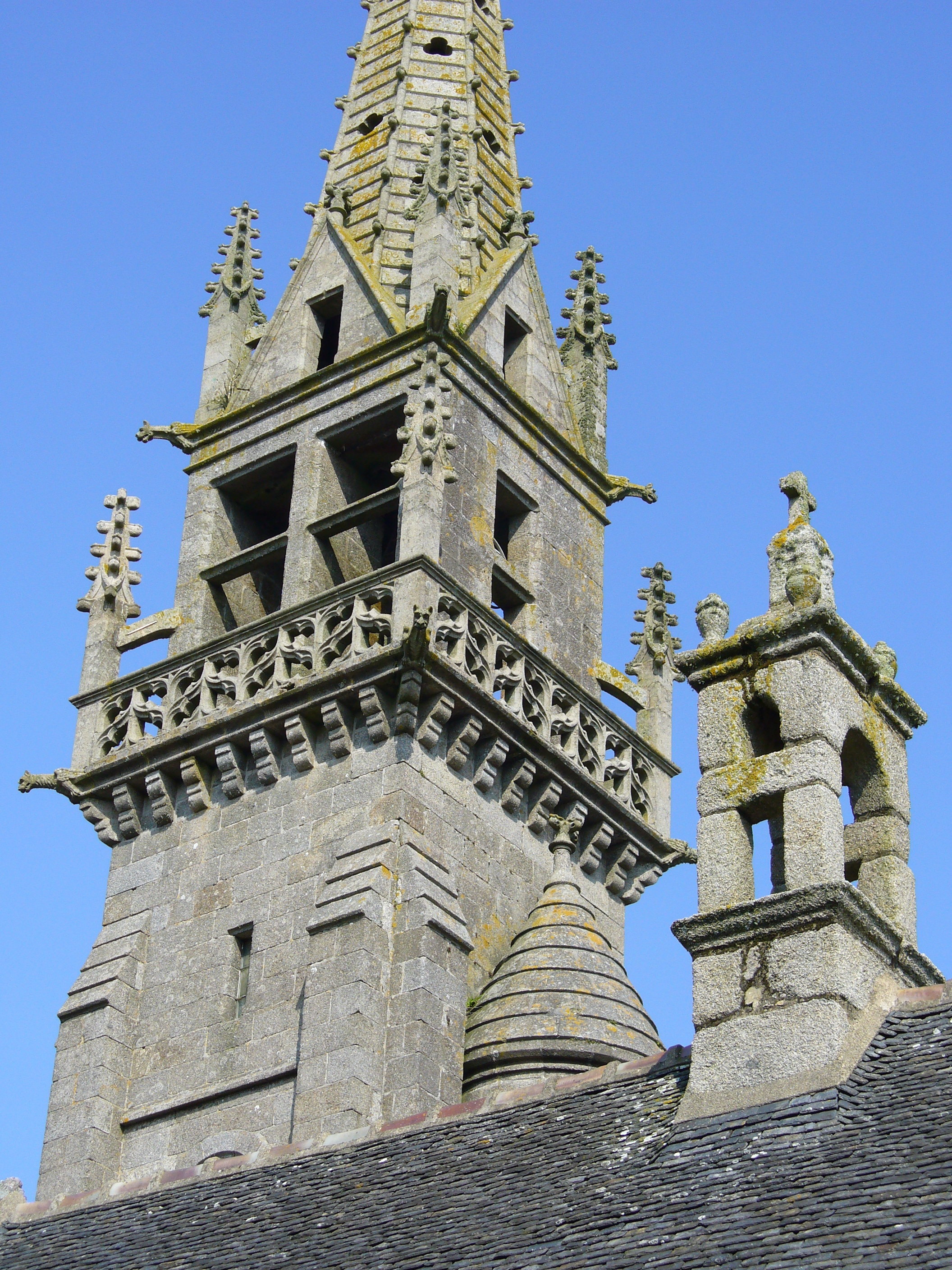
L'église Saint-Arzel : clocher et clocheton.
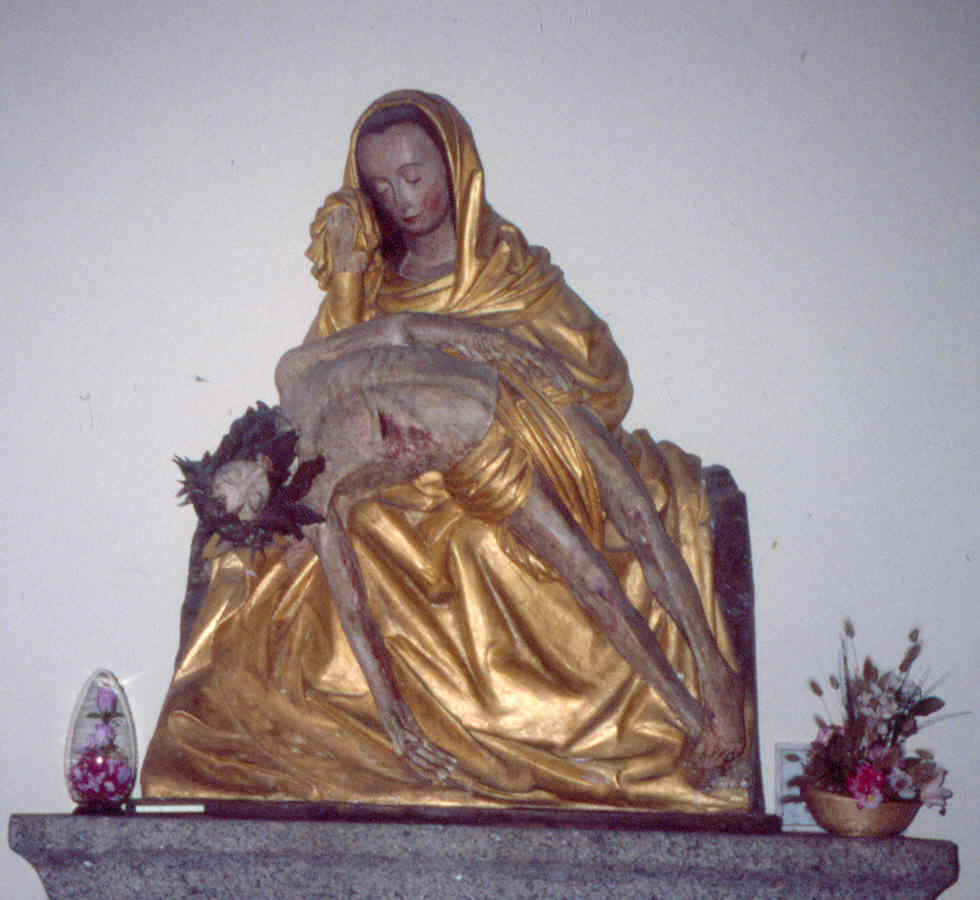
L'église Saint-Arzel :  la piétà du XVe siècle.
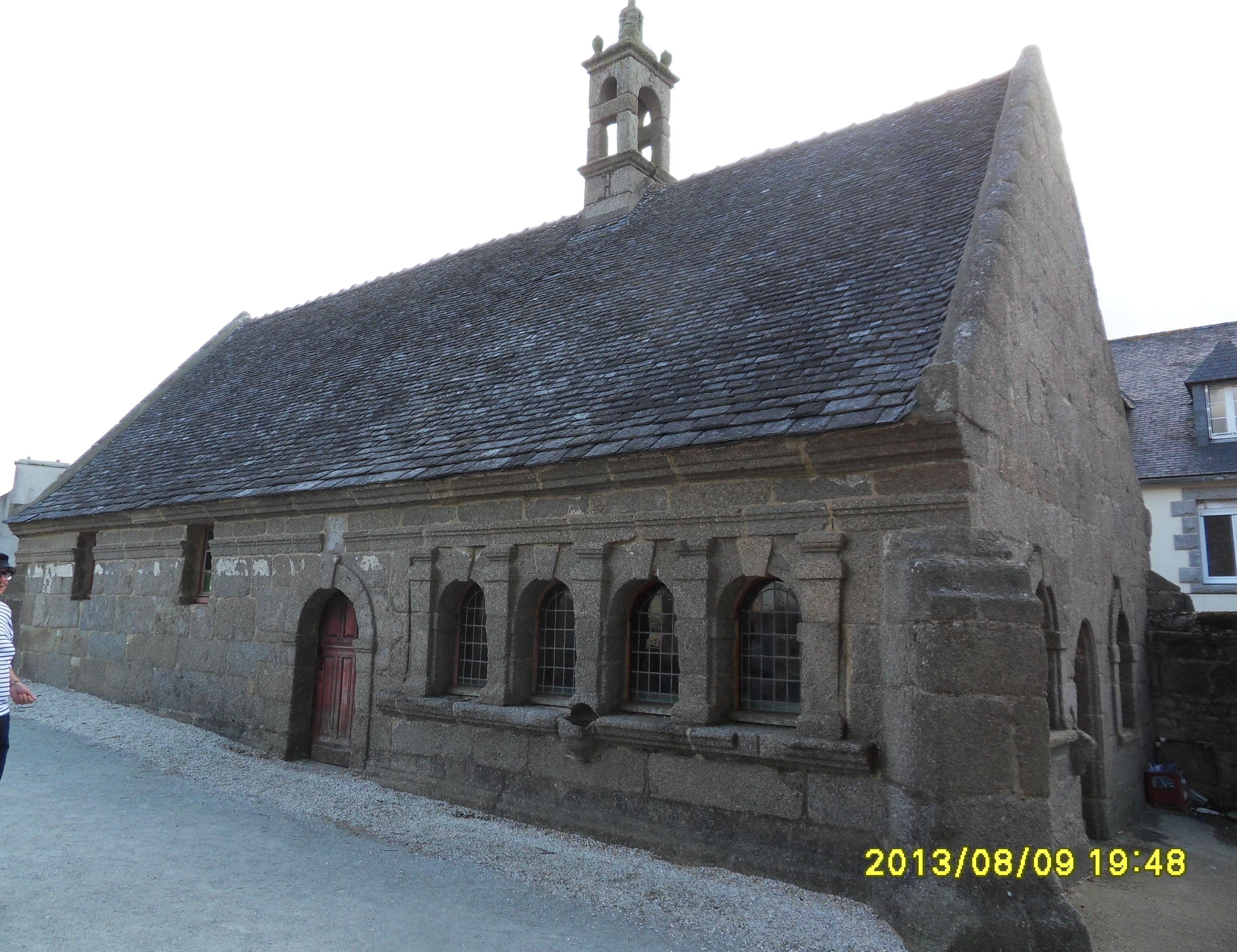
La chapelle-ossuaire saint-Yves.
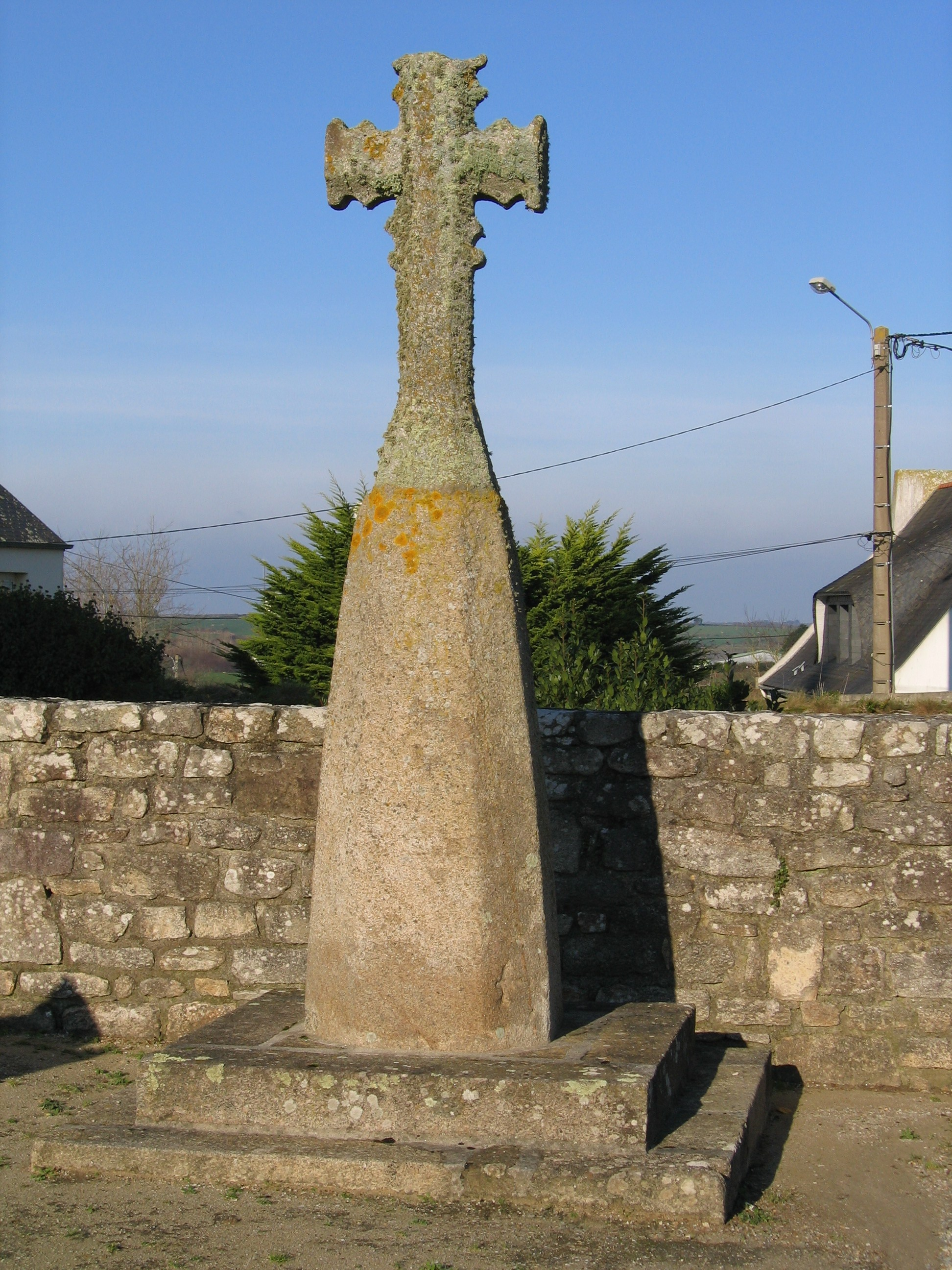
Le menhir christianisé.
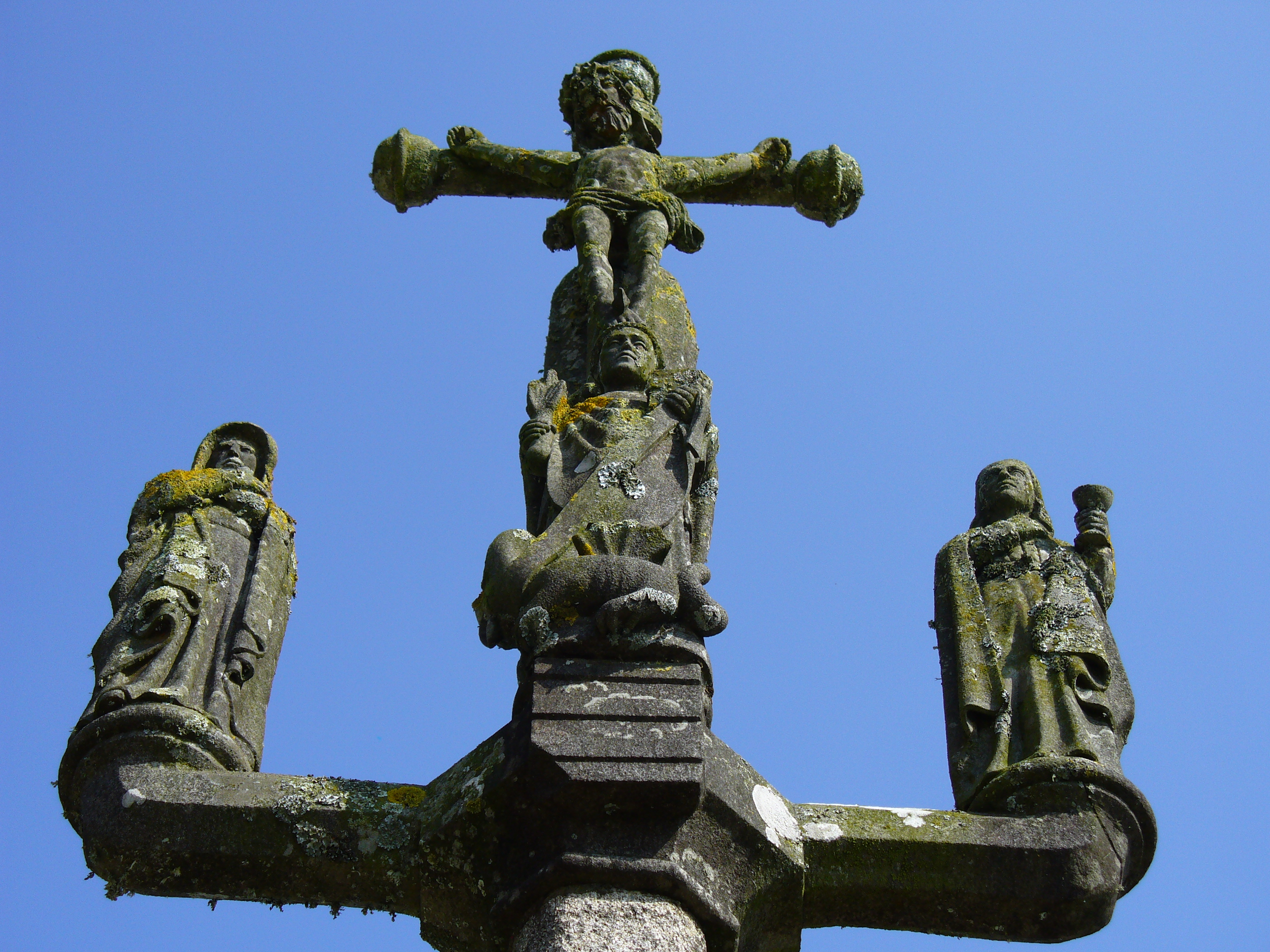
Le calvaire : partie sommitale.

- L'église Notre-Dame de Trézien : l'église actuelle, de style néogothique, a remplacé en 1876 une église tréviale plus ancienne, qui datait probablement du XVIe siècle ; l'église (la paroisse de Trézien, distincte de celle de Plouarzel, fut créée en 1945) contient notamment une statue de Notre-Dame de Trézien (c'était un lieu de pèlerinage et de dévotion à Notre Dame de Bon Secours, dita aussi Notre Dame de Trézien, dont la statue polychrome située à l'intérieur de l'édifice attirait de nombreux fidèles) et plusieurs ex-votos, notamment de bateaux[91].

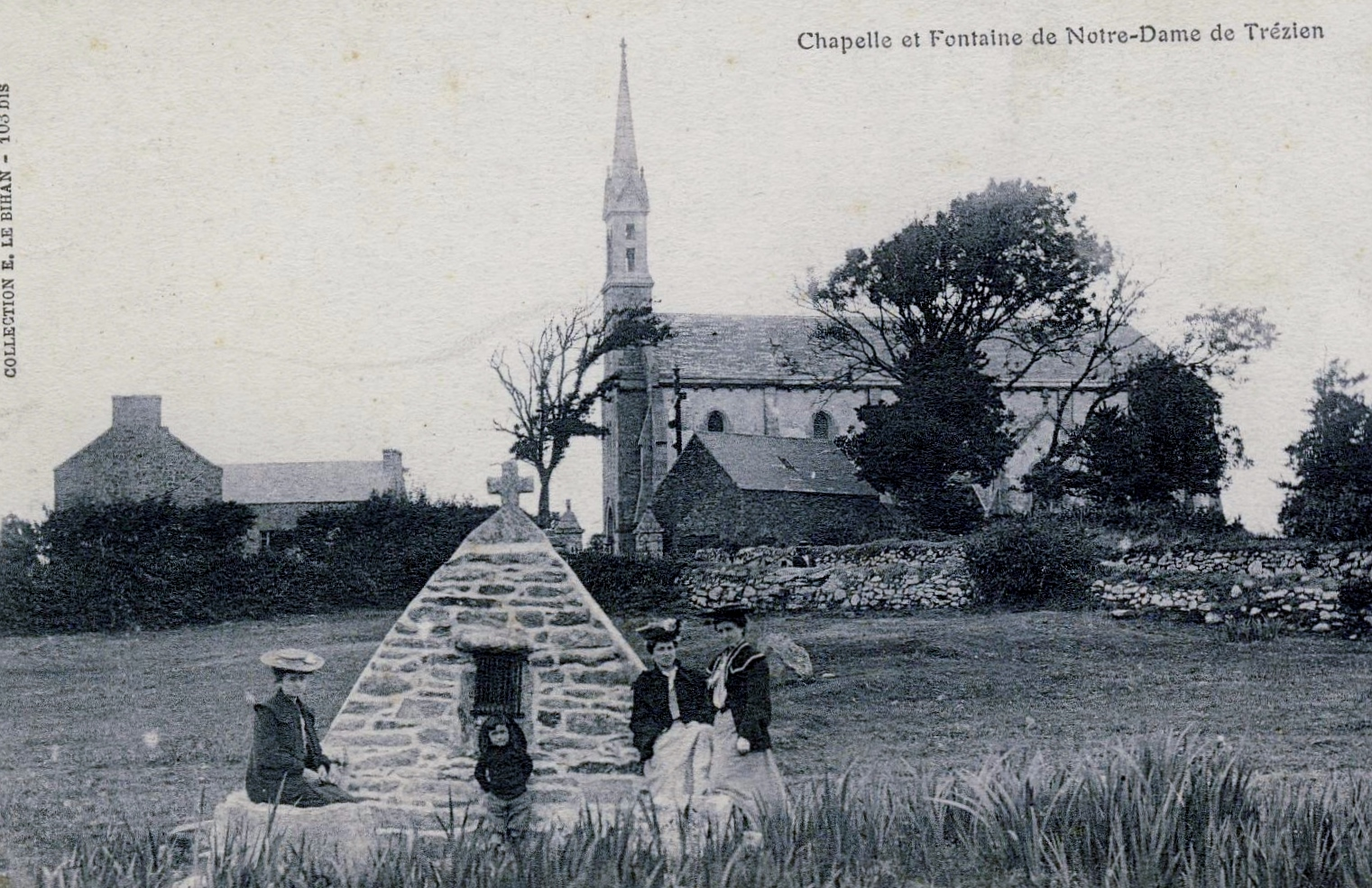
La chapelle Notre-Dame de Trézien et sa fontaine vers 1900 (carte postale E. Le Bihan).
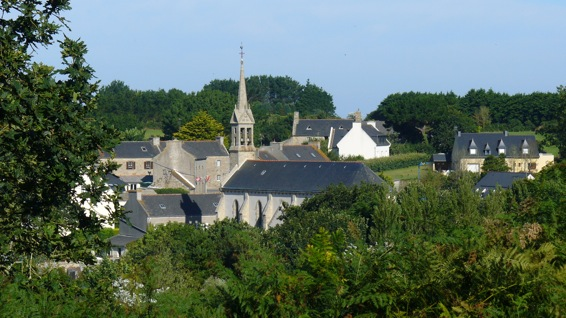
L'église Notre-Dame de Trézien : vue extérieure.
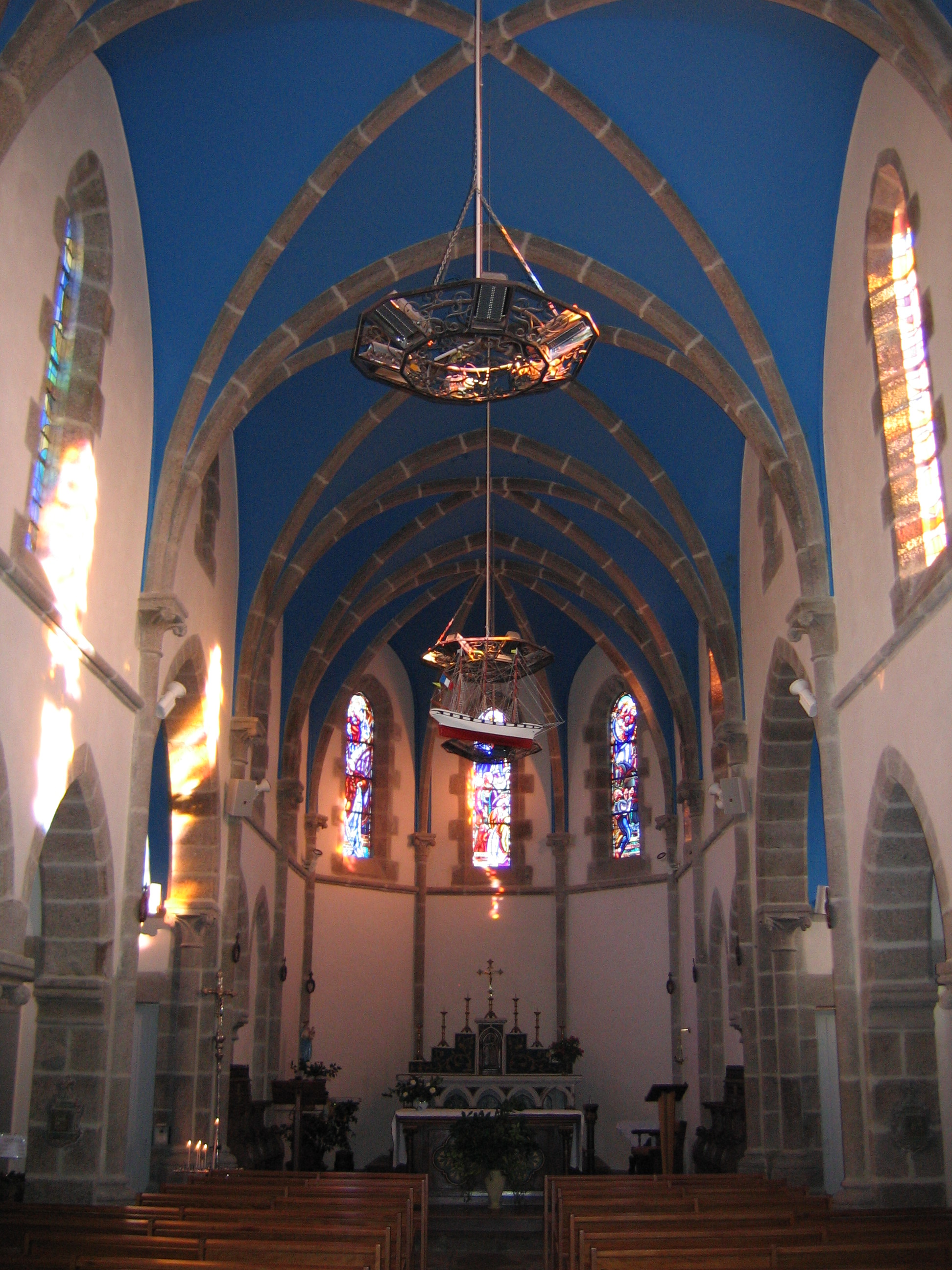
L'église Notre-Dame de Trézien : vue intérieure.
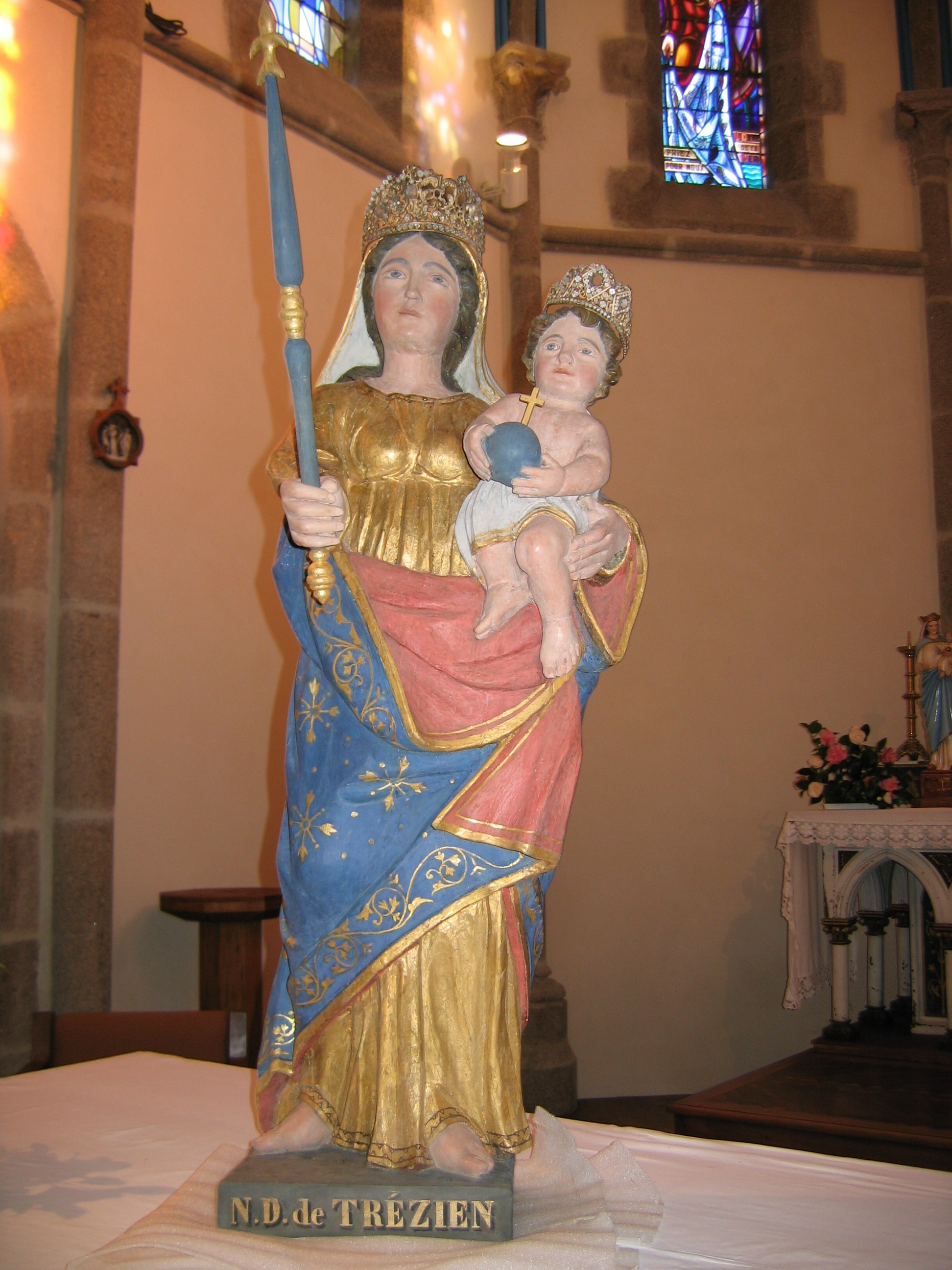
La statue en bois polychrome de Notre-Dame de Trézien.
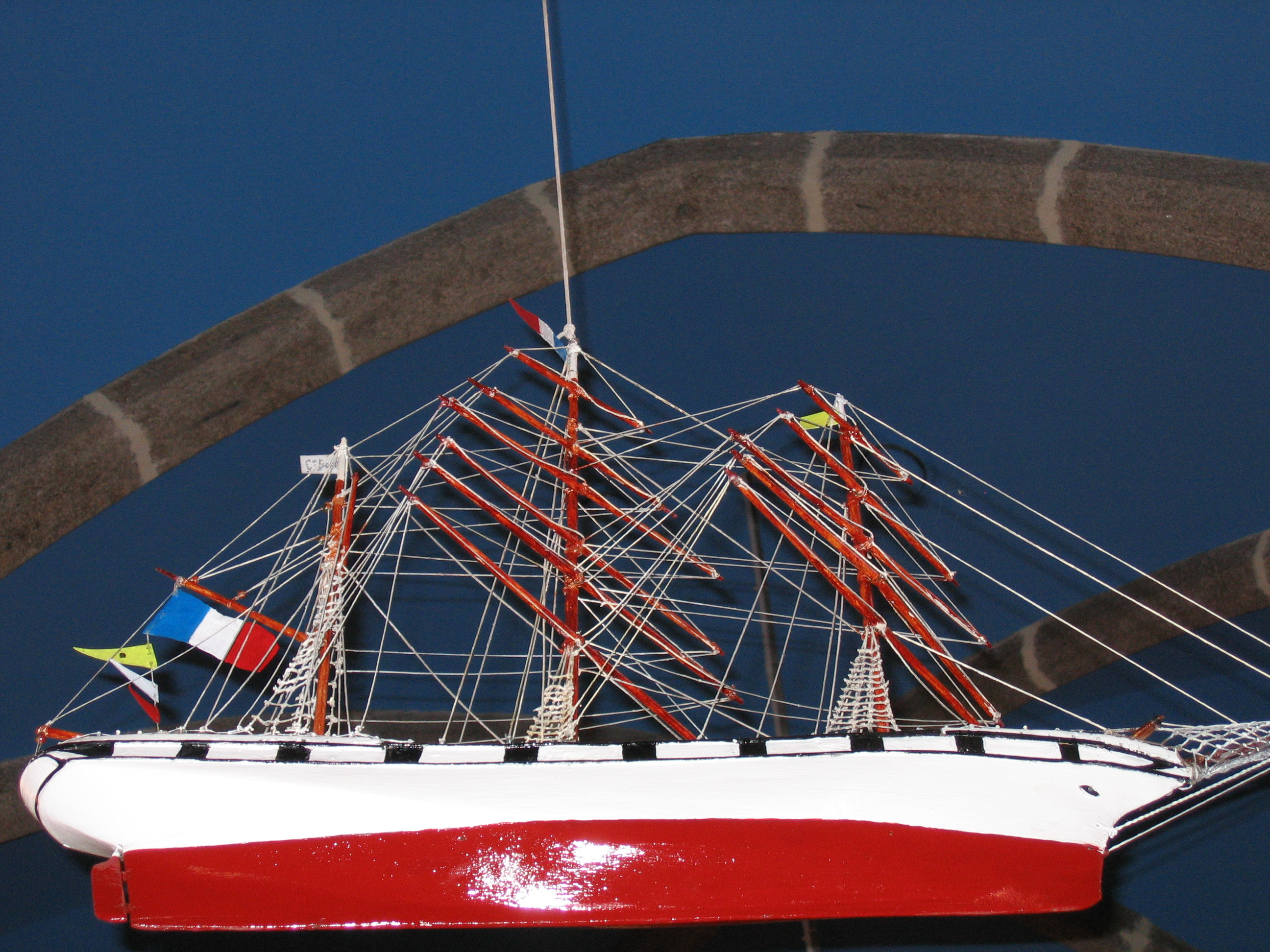
Ex-voto représentant un bateau dans l'église de Trézien.

- La chapelle Saint-Éloi, dédiée en fait originellement à saint Alar, confondu avec saint Éloi ; elle date de la première moitié du XVIe siècle, mais a été reconstruite au XIXe siècle ; un calvaire et une fontaine de dévotion se trouvent à proximité[92].

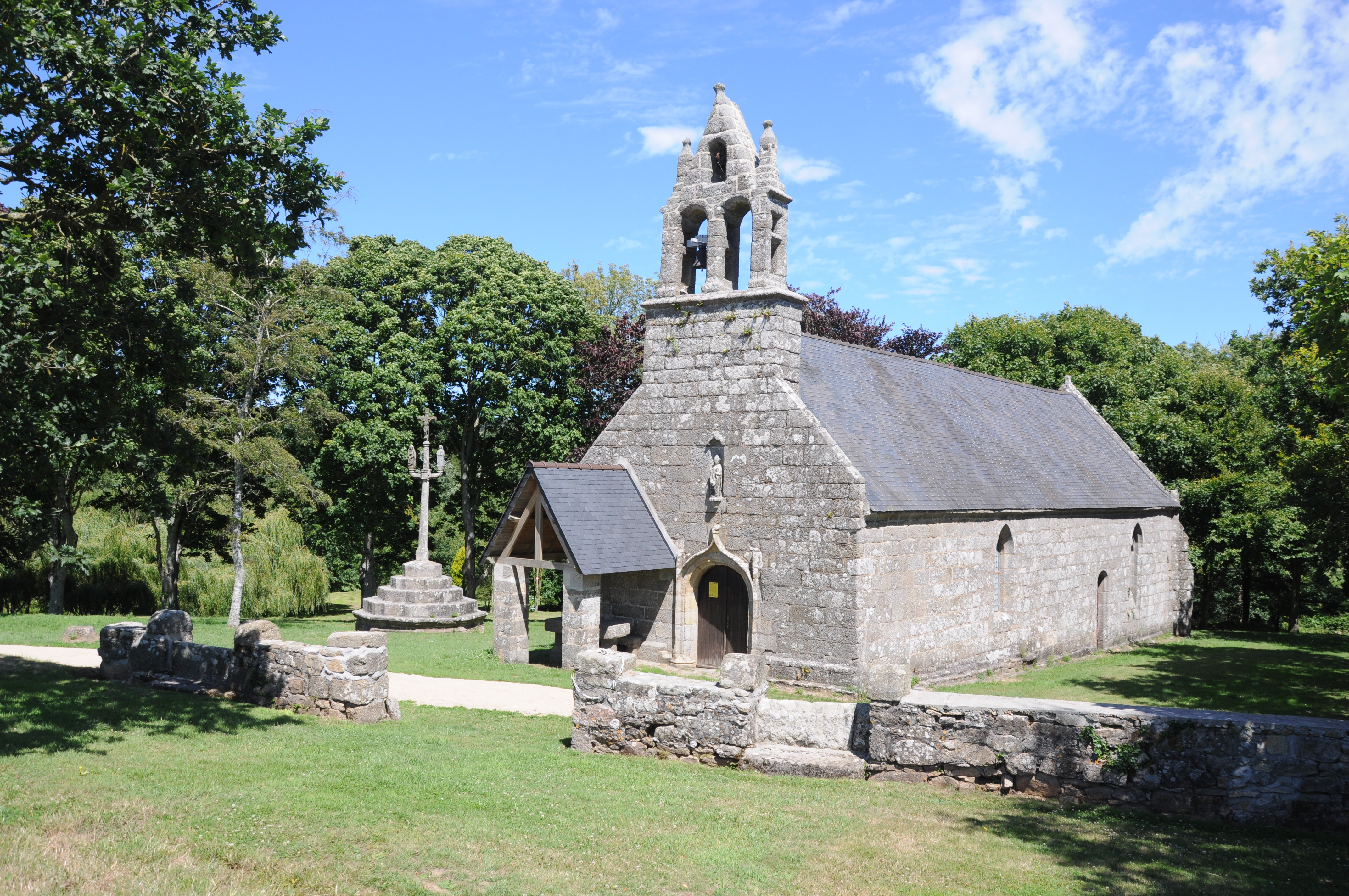
La chapelle Saint-Éloi : vue d'ensemble du placître.
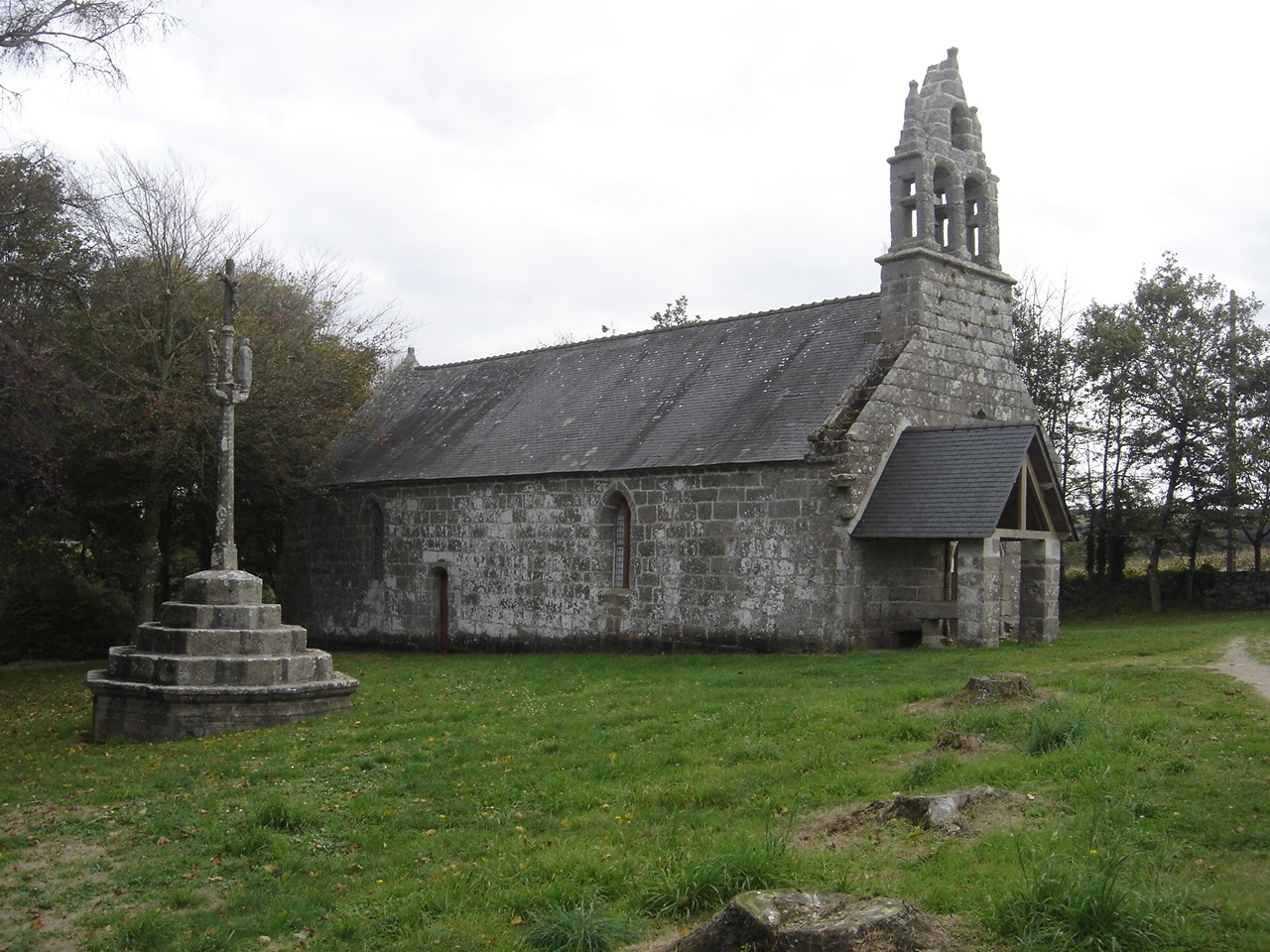
La chapelle Saint-Éloi et son calvaire.
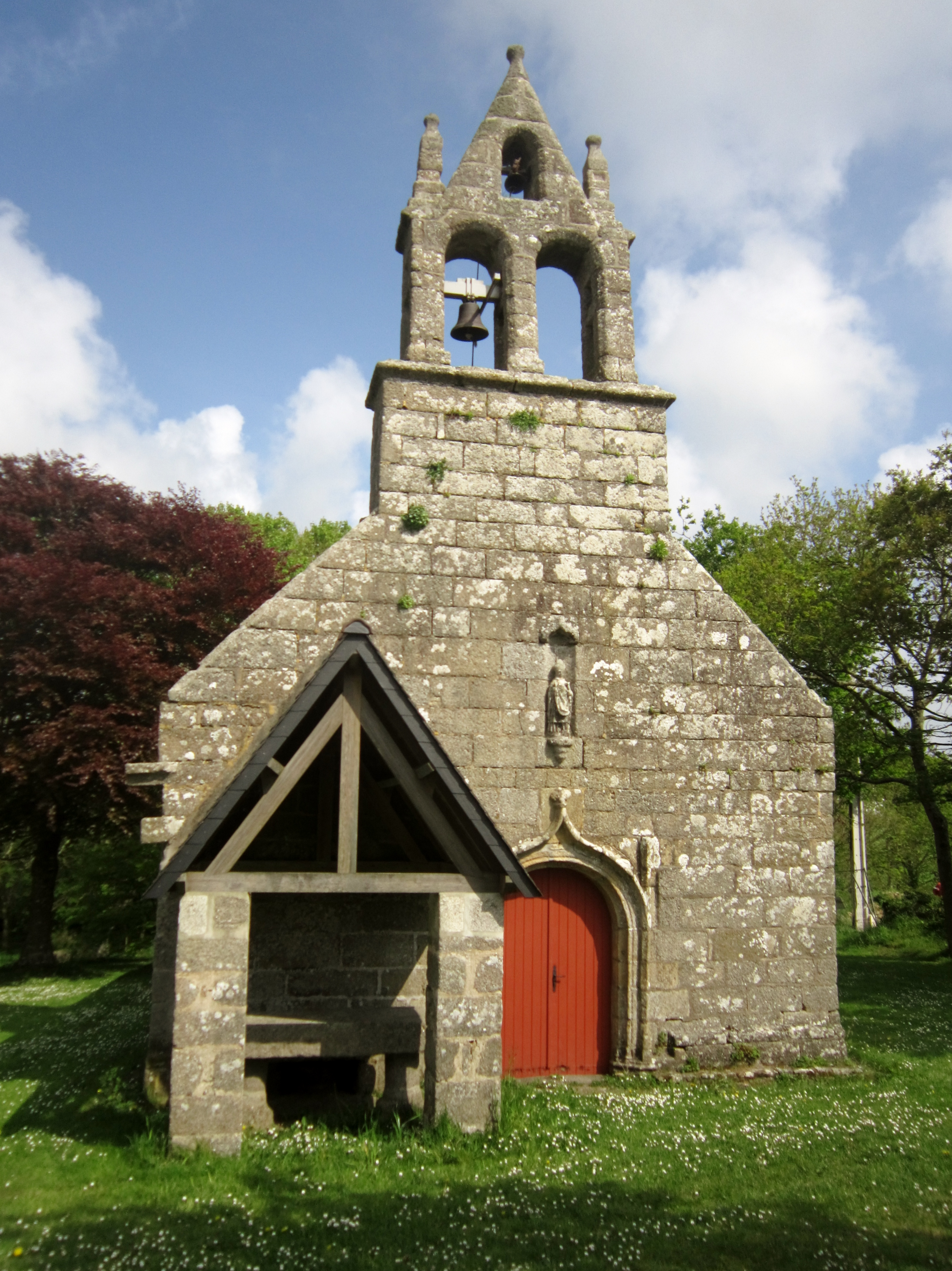
La chapelle Saint-Éloi, la façade.
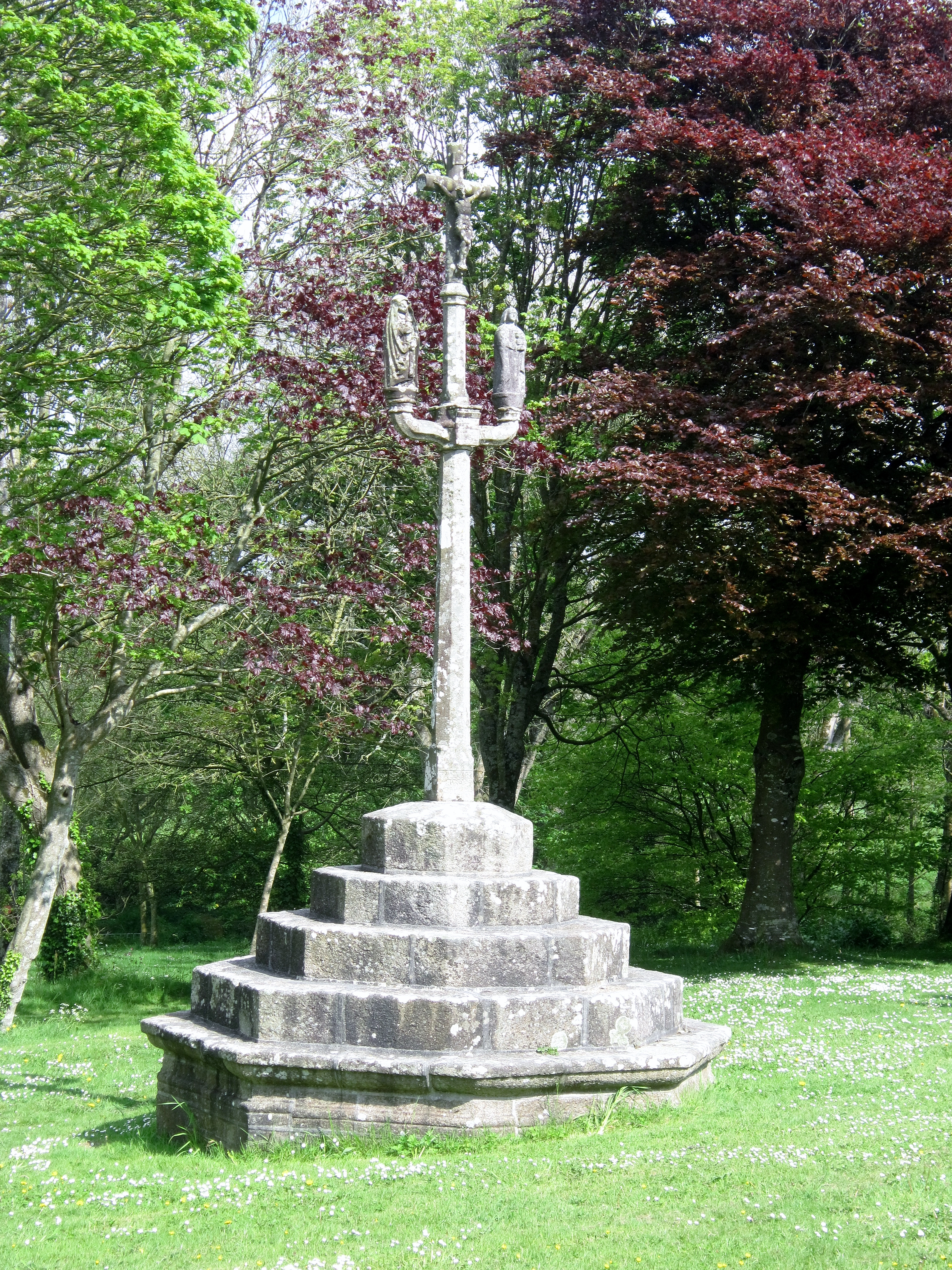
Le calvaire situé près de la chapelle Saint-Éloi.
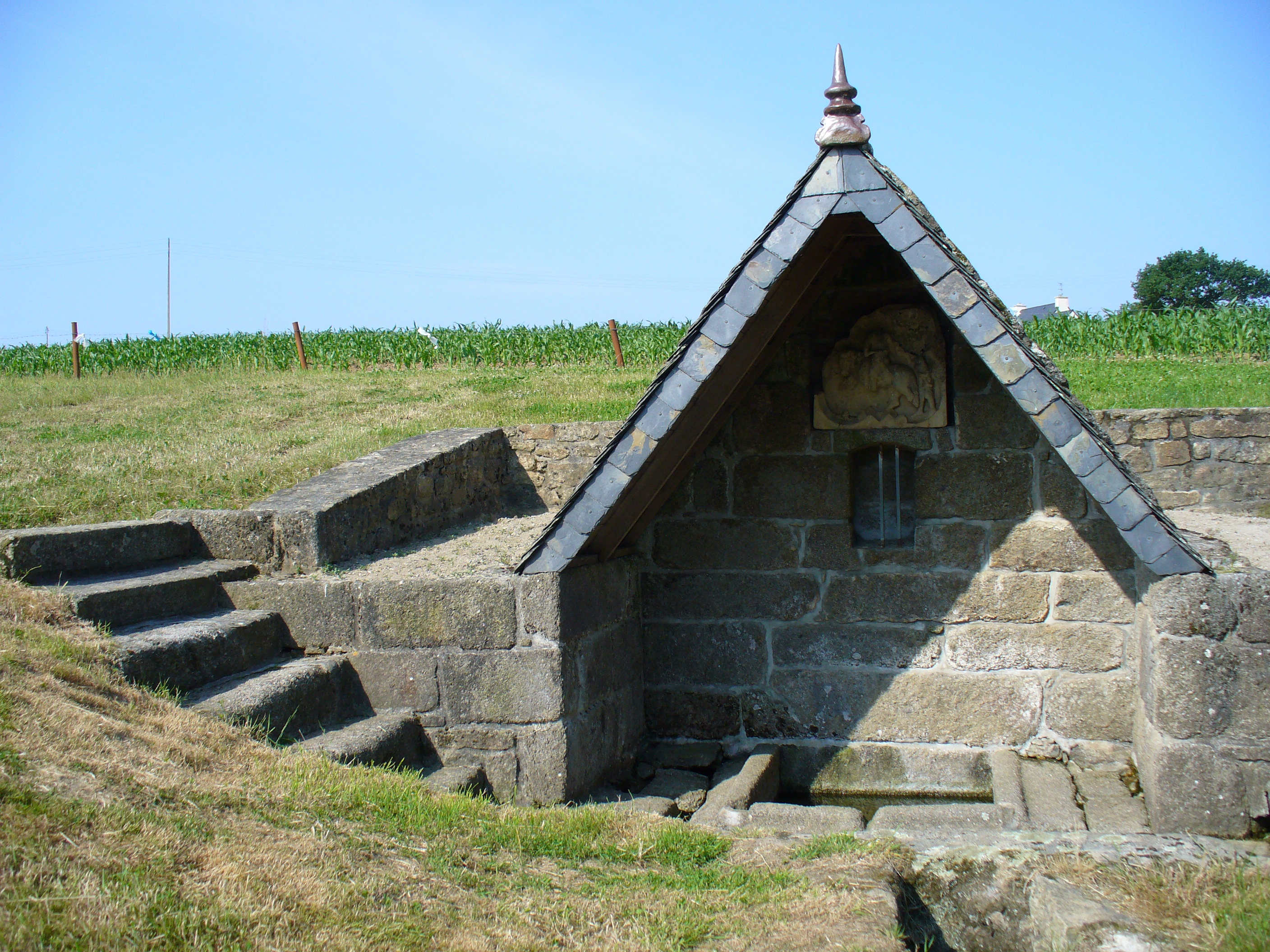
La fontaine de Sant-Alar (Saint-Éloi).

- 62 croix et calvaires sont recensés dans la commune de Plouarzel (c'est, après Plouguerneau qui en compte 131, la commune du Finistère qui en compte le plus)[93].

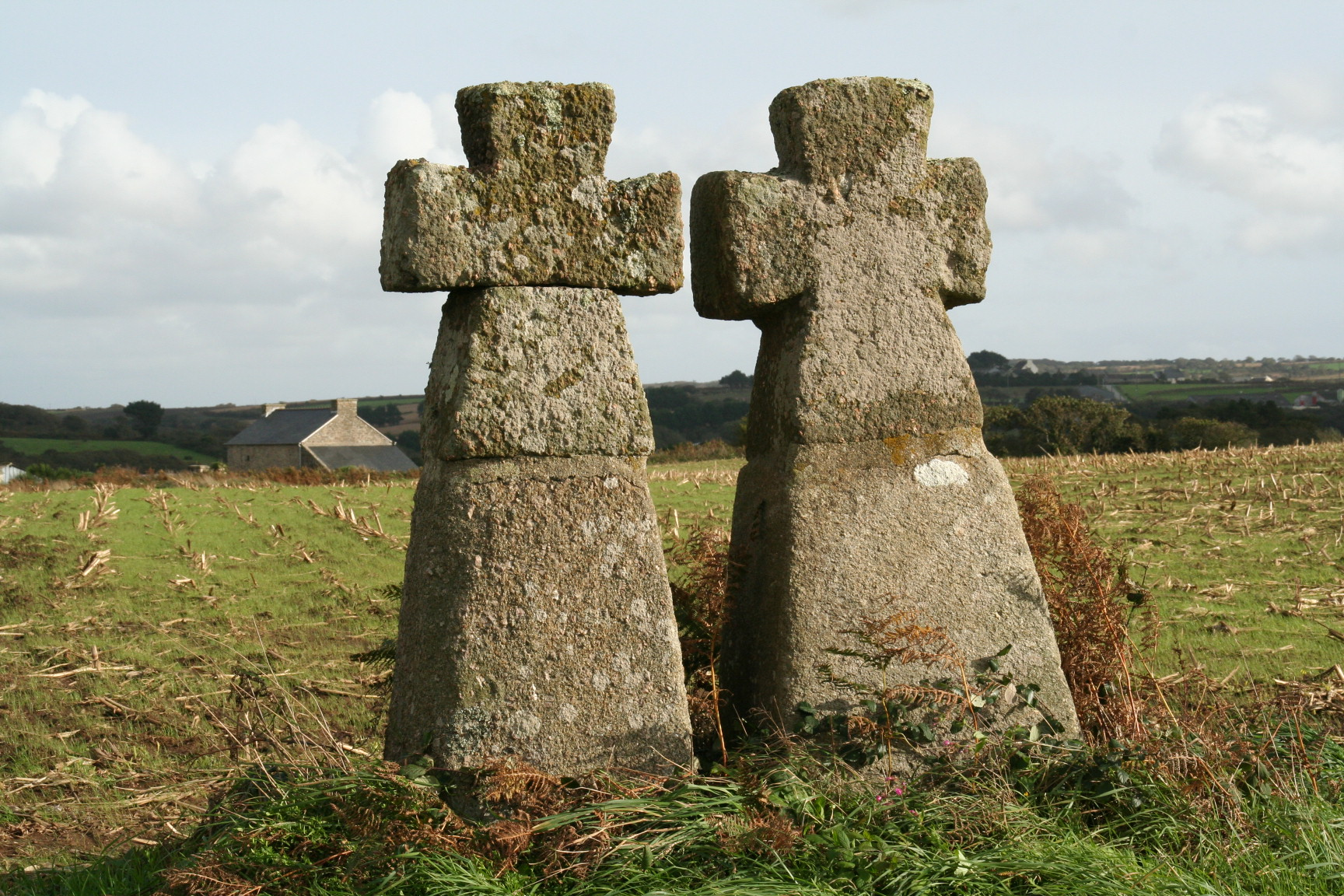
Les deux croix de Kerhoaden.
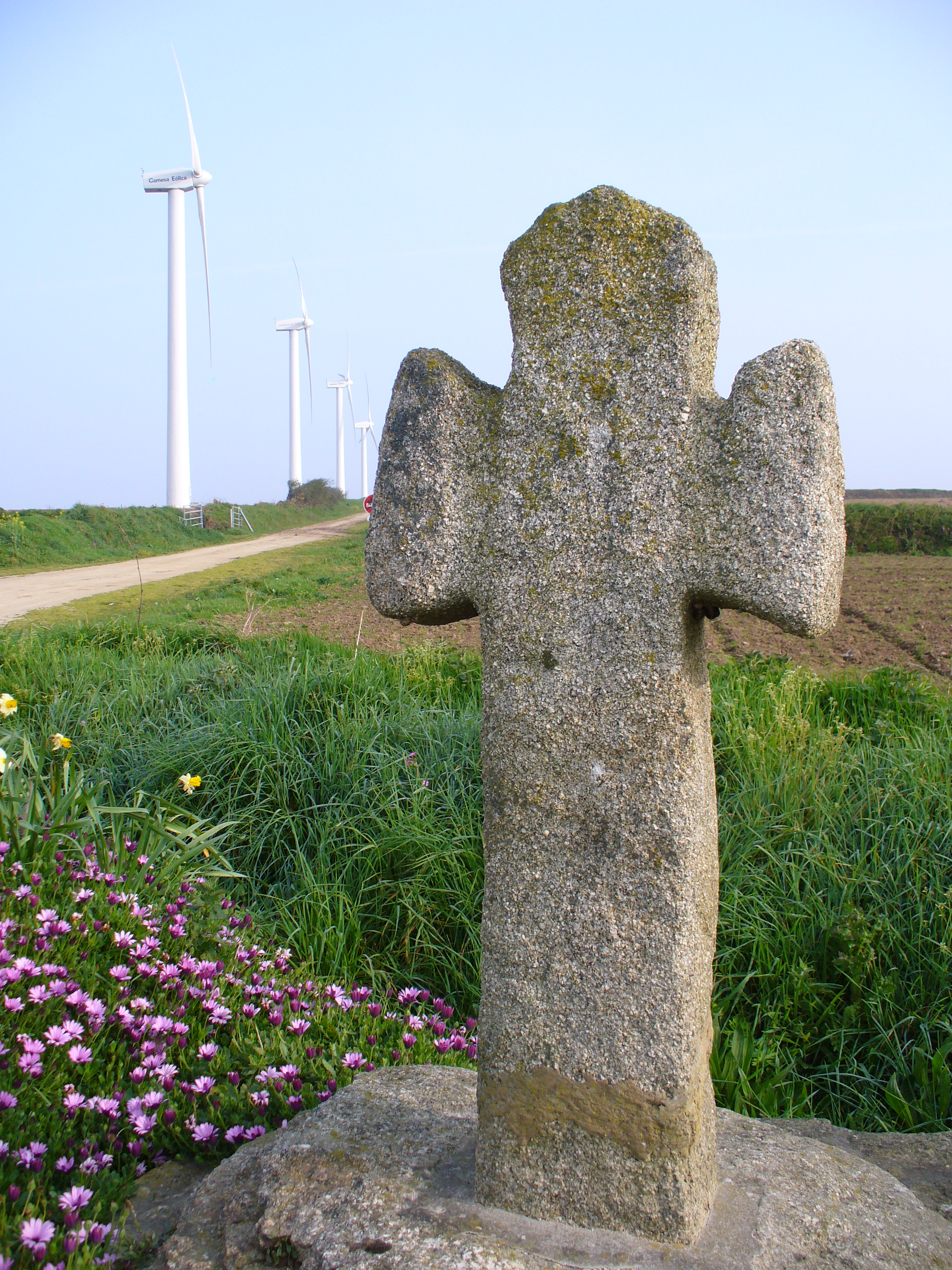
La croix de Toul Grae devant les éoliennes.
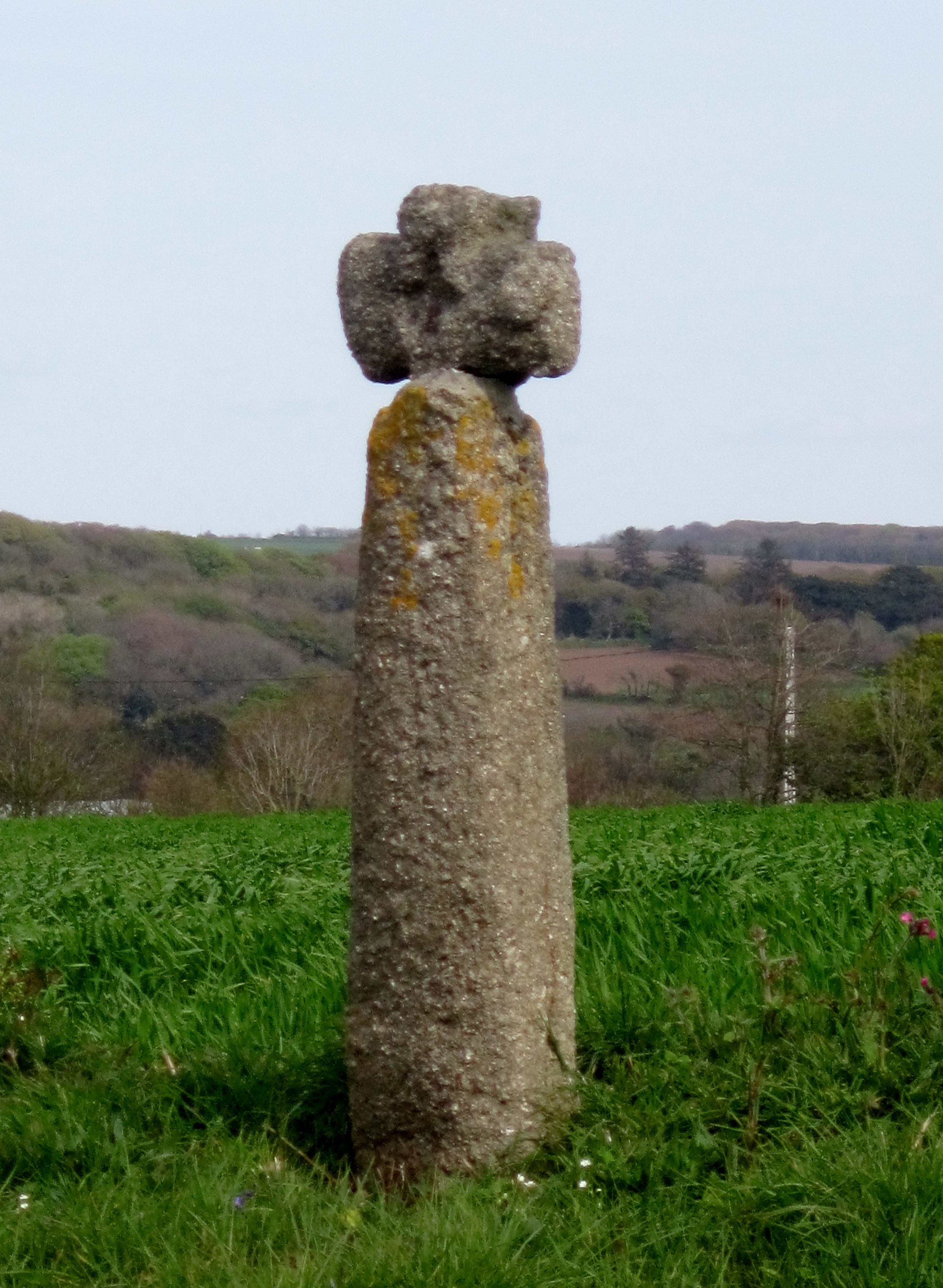
Croix en granite située le long de la route départementale 28 près de Graéoc.

### Monuments historiques
La commune de Plouarzel compte trois monuments historiques :
- Le menhir de Kerloas (ou de Kerveatoux) est le plus haut de France, avec 9,50 mètres. Il mesurait même 12 mètres avant d'être décapité par la foudre[94]. Érigé à 132 m d'altitude, visible à 30 km, il a longtemps servi de repère aux marins. Classé MH le 25 septembre 1883[95]. 48° 25′ 36″ N, 4° 40′ 45″ O
- Le château de Kervéatoux[96], inscrit MH le 17 août 2007[97]. Le jardin d'agrément du château a fait l'objet d'un pré-inventaire[98].Ce manoir breton d'architecture médiévale (il date du temps de Louis XIII), a été agrandi au XVIIe siècle et rénové à l'époque romantique. 48° 26′ 01″ N, 4° 39′ 39″ O
- Une chapelle-ossuaire du XVIIe siècle, inscrite le 19 octobre 1928[99], située dans l'enclos paroissial, qui a été conservé, et porte la date de 1696. Le cimetière de Plouarzel contient aussi le monument aux morts, édifié en 1920[100].
- Le phare de Trézien est inventorié aux monuments historiques[101] ; il a été mis en service en 1894 et est construit en granite de l'Aber-Ildut et de Lampaul-Plouarzel[1].

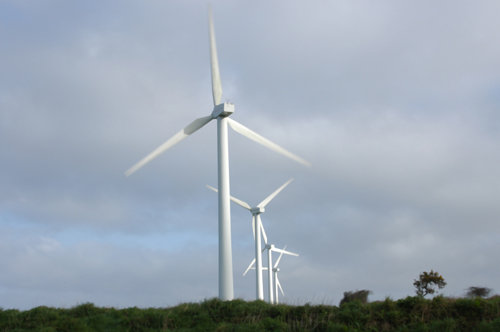
Éoliennes de Plouarzel.
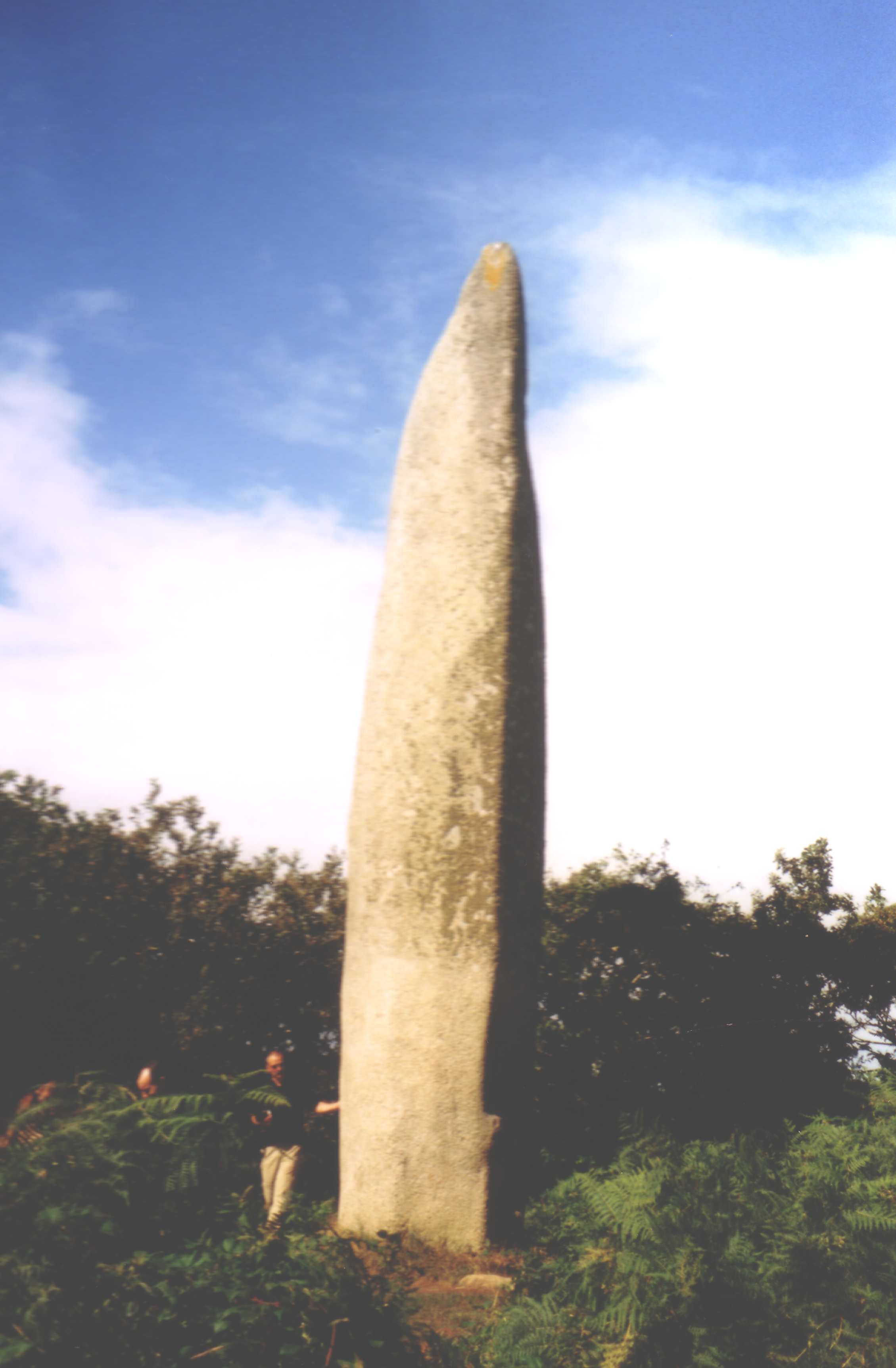
Menhir de Kerloas.
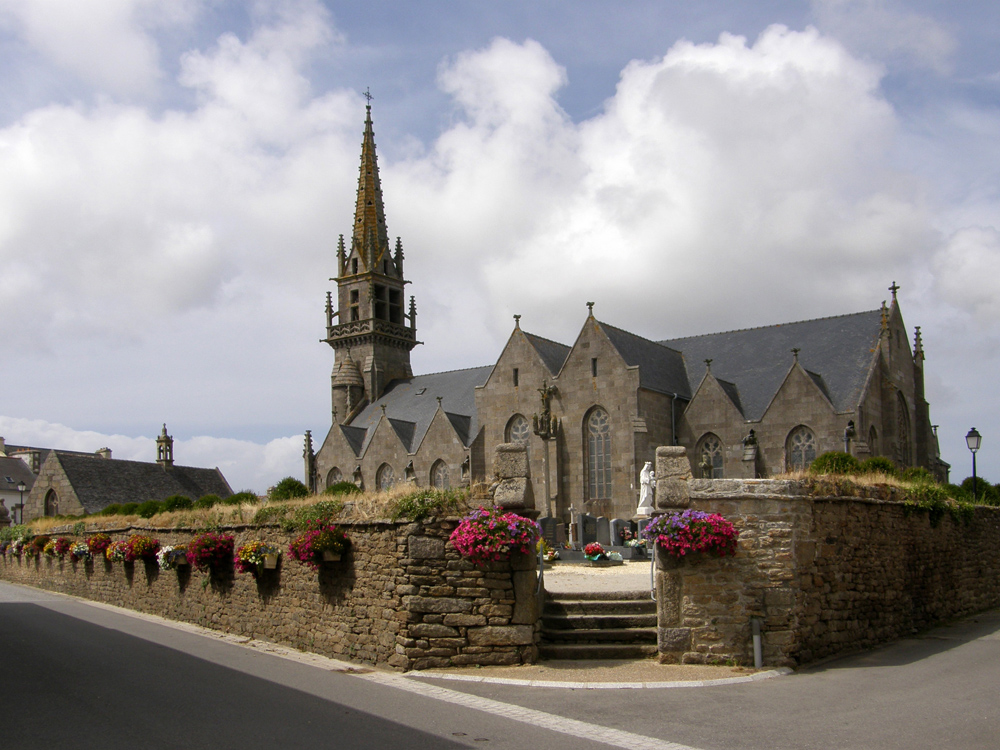
Église Saint-Arzel.

## Littérature
- Madame de Puysan, Le presbytère de Plouarzel, poème, 1869[102].

## Personnalités liées à la commune
- Hervé de Portzmoguer, dit « Primauguet », capitaine héroïque de la marine au début du XVIe siècle, mort au combat alors qu'il commandait La Cordelière lors de la bataille de Saint-Mathieu.